# Specie di Cirsium
Elenco delle specie di Cirsium:

## A

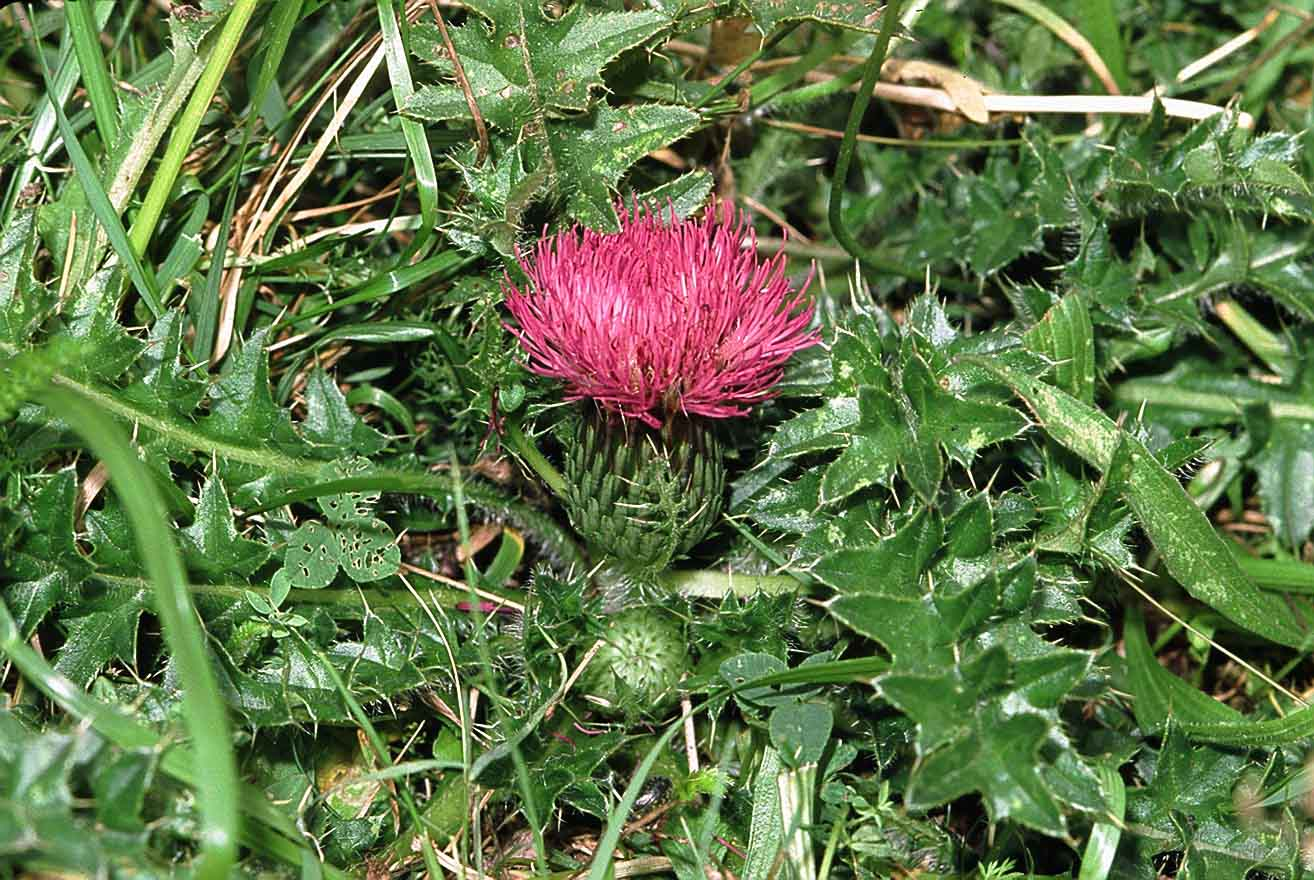
Cirsium acaule

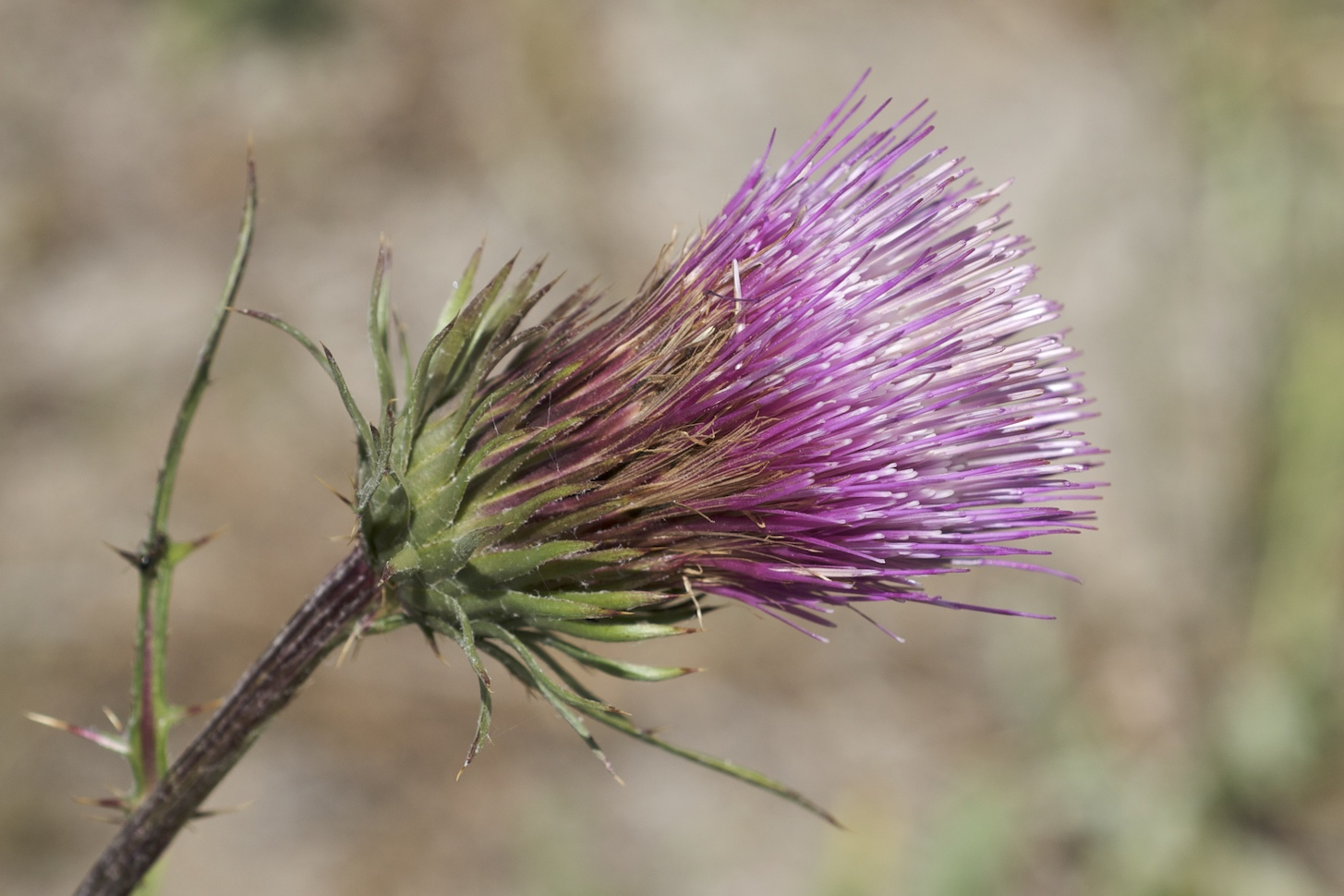
Cirsium andersonii

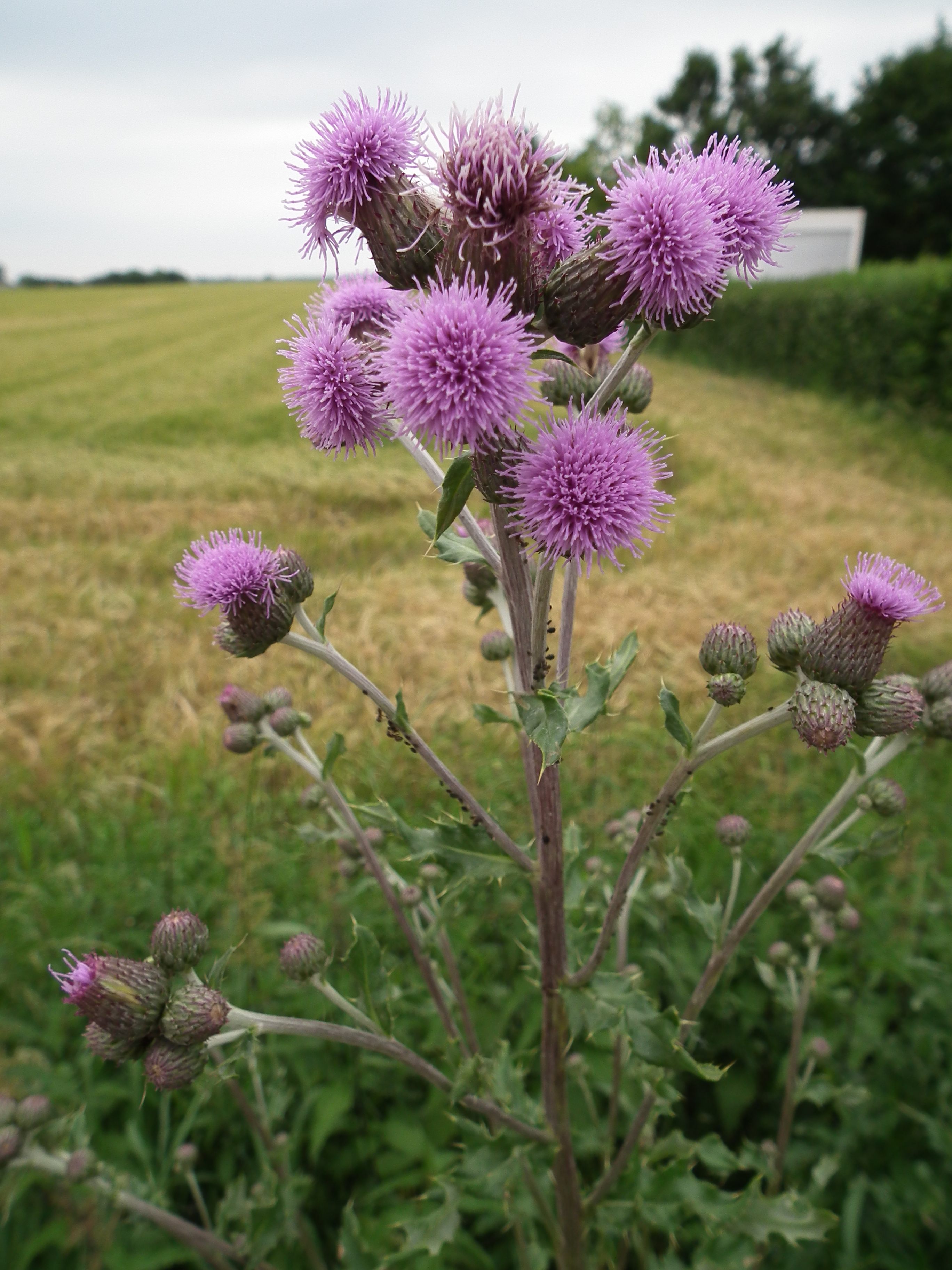
Cirsiumn arvense

- Cirsium acantholepis (Hemsl.) Petr., 1910
- Cirsium acaule (L.) A.A.Weber ex Wigg., 1780
- Cirsium acrolepis (Petr.) G.B.Ownbey, 1982
- Cirsium adjaricum Sommier & Levier, 1895
- Cirsium aduncum Fisch. & C.A.Mey. ex DC., 1838
- Cirsium affine Tausch, 1833
- Cirsium aggregatum Ledeb., 1846
- Cirsium aidzuense Nakai ex Kitam., 1933
- Cirsium aitchisonii Boiss.
- Cirsium akimontanum Kadota, 2009
- Cirsium akimotoi Kadota & Mas.Saito, 2008
- Cirsium alatum (S.G.Gmel.) Bobrov, 1958
- Cirsium albertii Regel & Schmalh.
- Cirsium albidum Velen., 1888
- Cirsium albowianum Sommier & Levier, 1892
- Cirsium alpestre Naegeli
- Cirsium alpicola Nakai, 1912
- Cirsium alpis-lunae Brilli-Catt. & Gubellini, 1991
- Cirsium alsophilum (Pollini) Soldano, 2003
- Cirsium altissimum (L.) Hill, 1768
- Cirsium amani Post, 1888
- Cirsium ambiguum All., 1789
- Cirsium amplexifolium (Nakai) Kitam, 1931
- Cirsium anartiolepis Petr., 1911
- Cirsium andersonii (A.Gray) Petr., 1911
- Cirsium andrewsii (A.Gray) Jeps., 1901
- Cirsium aomorense Nakai, 1912
- Cirsium apoense Nakai, 1932
- Cirsium appendiculatum Griseb., 1846
- Cirsium arachnoideum (M.Bieb.) M.Bieb., 1819
- Cirsium argillosum Petrov ex Kharadze, 1958
- Cirsium argyracanthum DC., 1838
- Cirsium arisanense Kitam., 1932
- Cirsium aristatum DC., 1838
- Cirsium arizonicum (A.Gray) Petr., 1911
- Cirsium arvense (L.) Scop., 1772
- Cirsium ashinokuraense Kadota, 2005
- Cirsium ashiuense S.Yokoy. & T.Shimizu, 1996
- Cirsium austrohidakaense Kadota, 2013
- Cirsium aytachii H.Duman & R.R.Mill, 2001

## B
- Cirsium babanum Koidz., 1924
- Cirsium badakhschanicum Kharadze, 1963
- Cirsium balikesirense Yildiz, Arabaci & Dirmenci, 2013
- Cirsium balkharicum Kharadze, 1961
- Cirsium barnebyi S.L.Welsh & Neese, 1981
- Cirsium baytopae P.H.Davis & Parris, 1975
- Cirsium bertolonii Spreng., 1826
- Cirsium bicentenariale Rzed., 1994
- Cirsium bipontinum F.W.Schultz, 1842
- Cirsium bitchuense Nakai, 1912
- Cirsium boluense P.H.Davis & Parris, 1975
- Cirsium boninense Koidz., 1914
- Cirsium borealinipponense Kitam. & Murata ex Kitam., 1980
- Cirsium bornmuelleri Sint. ex Bornm., 1910
- Cirsium botryodes Petr., 1926
- Cirsium boujartii (Piller & Mitterp.) Sch.Bip.
- Cirsium bourgaeanum Willk.
- Cirsium bozkirense H.Duman, Dirmenci & Tugay, 2017
- Cirsium brachycephalum Jur., 1857
- Cirsium bracteiferum C.Shih, 1984
- Cirsium bracteosum DC., 1838
- Cirsium breunium Goller & Huter, 1906
- Cirsium brevicaule A.Gray, 1858
- Cirsium brevifolium Nutt., 1841
- Cirsium brevipapposum Czerniak., 1962
- Cirsium brevistylum Cronquist, 1953
- Cirsium buchwaldii O.Hoffm., 1906
- Cirsium buergeri Miq.
- Cirsium bulgaricum DC., 1838
- Cirsium buschianum Kharadze, 1952
- Cirsium byzantinum Steud., 1840

## C
- Cirsium candelabrum Griseb., 1846
- Cirsium canescens Nutt., 1841
- Cirsium canum (L.) All., 1785

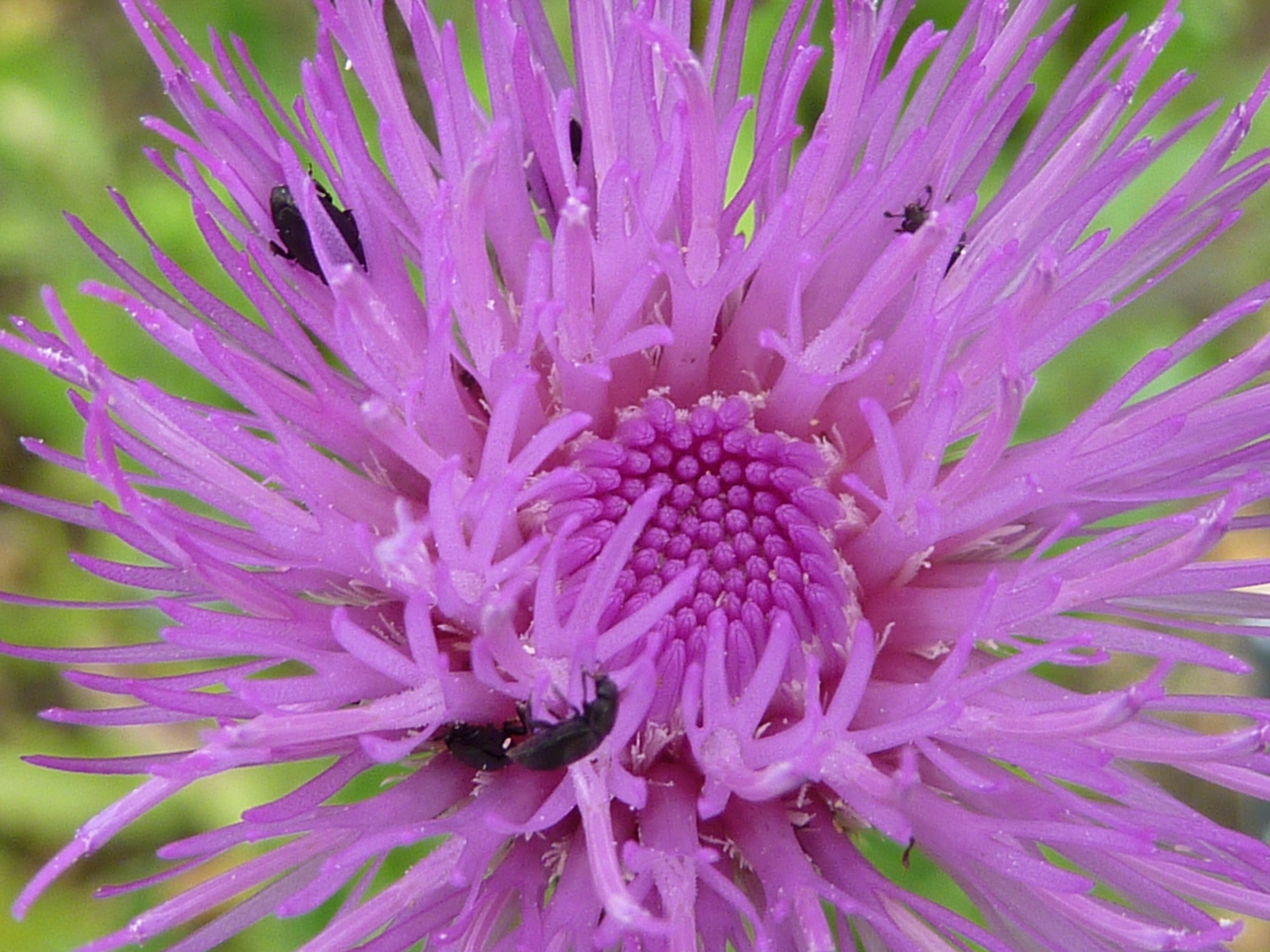
Cirsium canum

- Cirsium caput-medusae Sommier & Levier, 1895
- Cirsium carniolicum Scop., 1772
- Cirsium carolinianum (Walter) Fernald & B.G.Schub., 1948
- Cirsium cassium P.H.Davis & Parris, 1975
- Cirsium caucasicum Petr., 1912
- Cirsium cephalotes Boiss., 1846
- Cirsium cernuum Lag., 1816
- Cirsium charkeviczii Barkalov, 1992
- Cirsium chikabumiense  Kadota, 2013
- Cirsium chikushiense Koidz., 1919
- Cirsium chinense Gardner & Champ., 1849
- Cirsium chlorocomos Sommier & Levier, 1893
- Cirsium chlorolepis Petr. ex Hand.-Mazz., 1926
- Cirsium chokaiense Kitam., 1931
- Cirsium chrysacanthum (Ball) Jahand., 1923
- Cirsium chrysolepis C.Shih, 1984
- Cirsium ciliatiforme Petr., 1926
- Cirsium ciliatum (Murray) Moench, 1802
- Cirsium cilicicum P.H.Davis & Parris, 1975
- Cirsium ciliolatum (L.F.Hend.) J.T.Howell, 1959
- Cirsium clavatum (M.E.Jones) Petr., 1917
- Cirsium coahuilense G.B.Ownbey & Pinkava, 1980
- Cirsium confertissimum Nakai, 1913
- Cirsium congestissimum Kitam., 1931
- Cirsium x connexum Kitam., 1931
- Cirsium consociatum S.F.Blake, 1937
- Cirsium conspicuum (G.Don) Sch.Bip., 1856
- Cirsium crassicaule (Greene) Jeps., 1901
- Cirsium creticum (Lam.) d'Urv., 1822
- Cirsium cymosum (Greene) J.T.Howell, 1943
- Cirsium czerkessicum Kharadze, 1963

## D

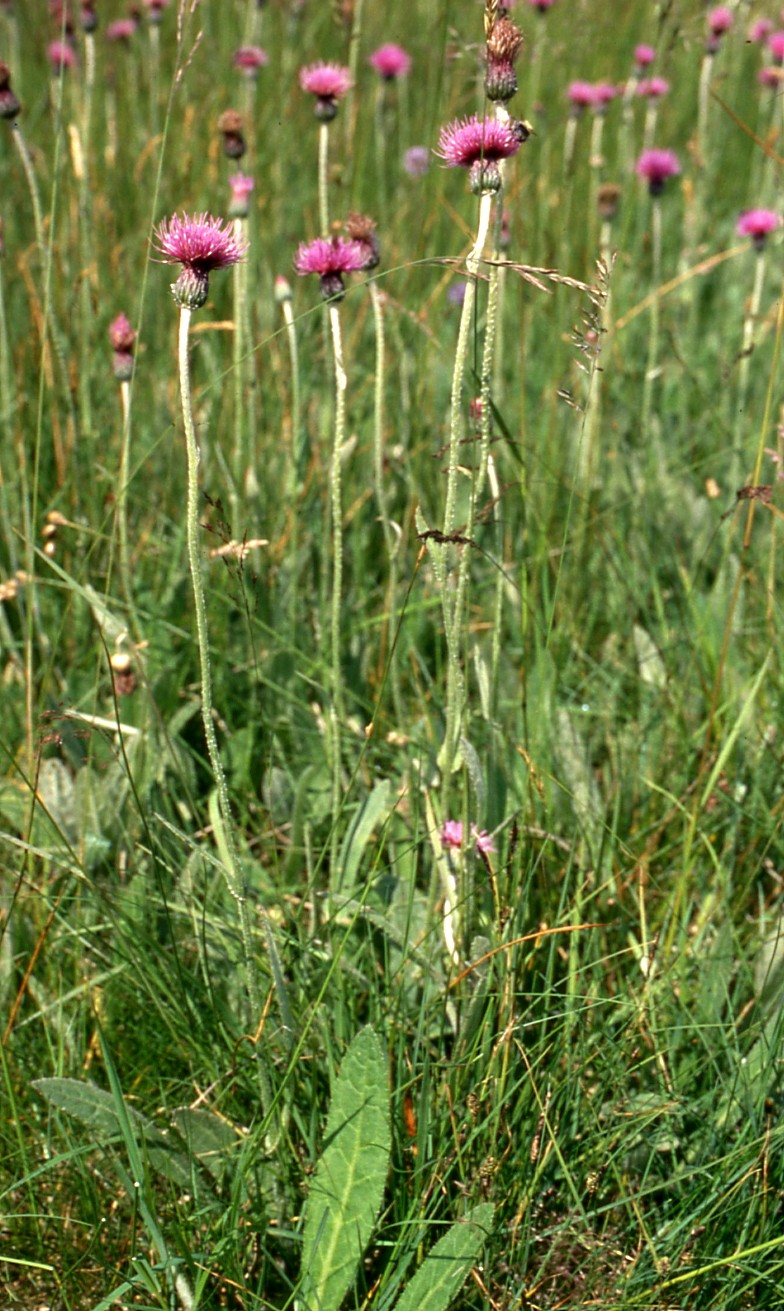
Cirsium dissectum

- Cirsium daghestanicum Kharadze, 1961
- Cirsium davisianum Kit Tan & Sorger, 1986
- Cirsium dealbatum M.Bieb., 1820
- Cirsium decussatum Janka, 1859
- Cirsium dender Friis, 1975
- Cirsium dipsacolepis (Maxim.) Matsum., 1895
- Cirsium dirmilense R.M.Burton, 1996
- Cirsium discolor (Muhl. ex Willd.) Spreng., 1826
- Cirsium dissectum (L.) Hill
- Cirsium domonii Kadota, 2007
- Cirsium douglasii DC., 1837
- Cirsium drummondii Torr. & A.Gray, 1918
- Cirsium ducellieri Maire, 1924
- Cirsium durangense (Greenm.) G.B.Ownbey, 1968
- Cirsium dyris Jahand. & Maire, 1923

## E

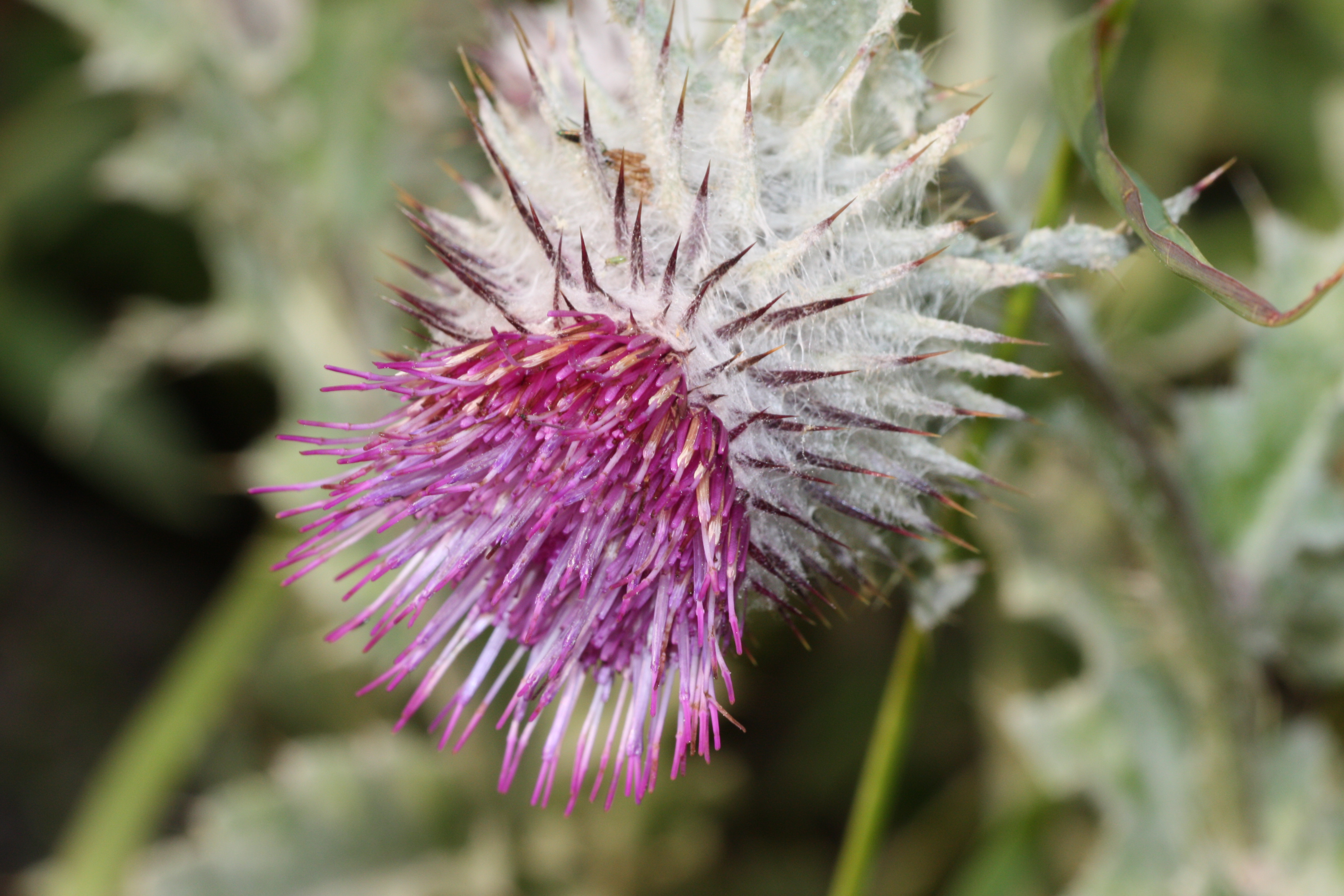
Cirsium edule

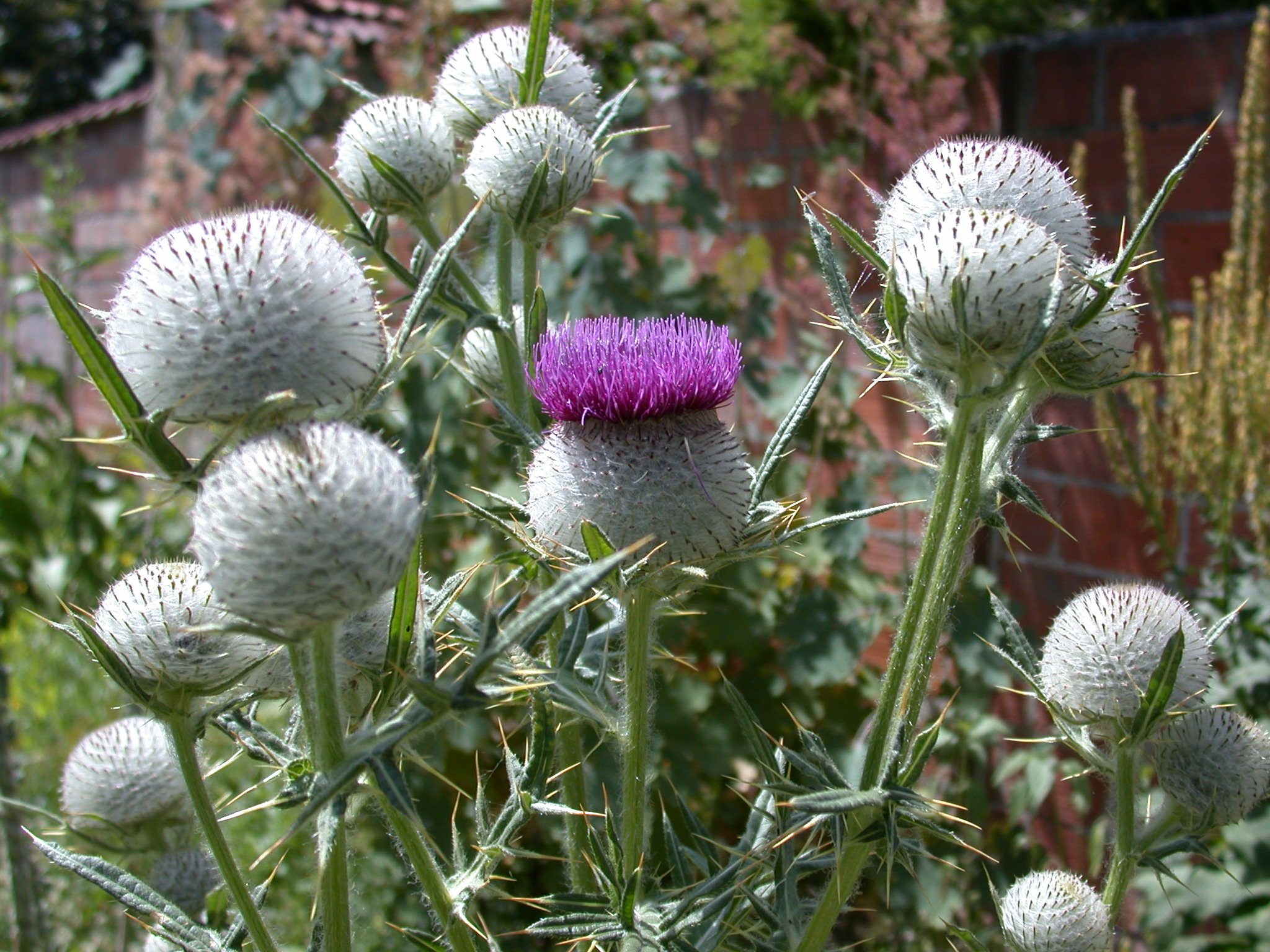
Cirsium eriophorum

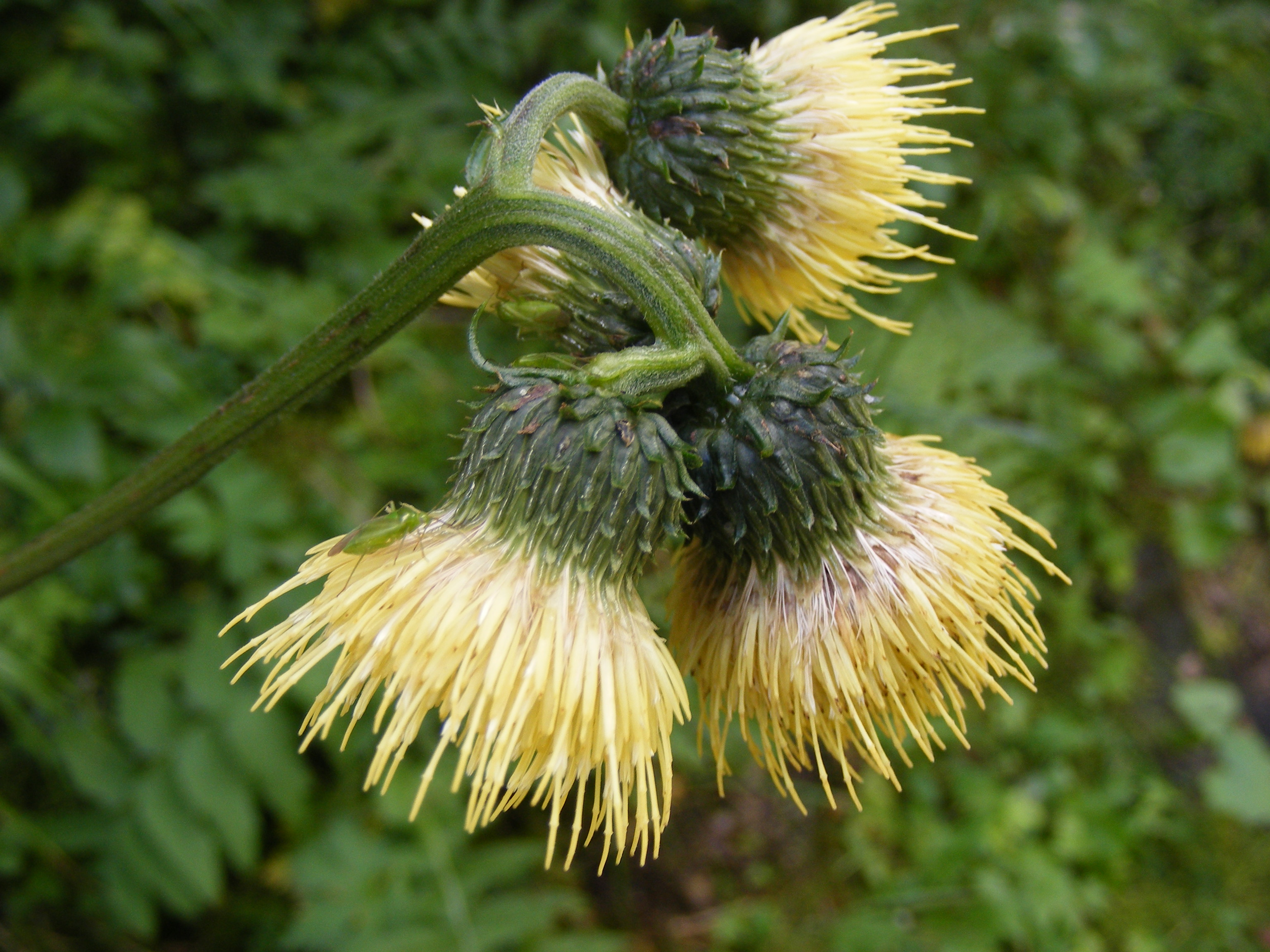
Cirsium erisithales

- Cirsium eatonii (A.Gray) B.L.Rob., 1911
- Cirsium echinatum (Desf.) DC., 1815
- Cirsium echinus (M.Bieb.) Hand.-Mazz., 1909
- Cirsium edule Nutt., 1841
- Cirsium ehrenbergii Sch.Bip.
- Cirsium ekimianum Yildiz & Dirmenci, 2008
- Cirsium elbrusense Sommier & Levier, 1895
- Cirsium eliasianum Kit Tan & Sorger, 1986
- Cirsium ellenbergii Bornm., 1940
- Cirsium elodes M.Bieb., 1819
- Cirsium engelmannii Rydb., 1917
- Cirsium englerianum O.Hoffm., 1906
- Cirsium epiroticum Petr., 1960
- Cirsium eriophoroides (Hook.f.) Petr., 1912
- Cirsium eriophorum (L.) Scop., 1772
- Cirsium erisithales (Jacq.) Scop.
- Cirsium erucagineum DC., 1805
- Cirsium erythrolepis K.Koch, 1843
- Cirsium esculentum (Siev.) C.A.Mey., 1849
- Cirsium euxinum Kharadze, 1963
- Cirsium excelsius (B.L.Rob.) Petr., 1910

## F
- Cirsium falconeri (Hook.f.) Petr., 1912
- Cirsium fangii Petr., 1938
- Cirsium fanjingshanense C.Shih, 1984
- Cirsium fargesii (Franch.) Diels, 1901
- Cirsium faucium Petr., 1955
- Cirsium fauriei Nakai, 1912
- Cirsium ferox (L.) DC., 1805
- Cirsium ferum Kitam., 1932
- Cirsium filipendulum Lange, 1861
- Cirsium flavisquamatum Kitam., 1974
- Cirsium flodmanii (Rydb.) Arthur, 1912
- Cirsium foliosum (Hook.) DC., 1838
- Cirsium fominii Petr., 1912
- Cirsium fontinale (Greene) Jeps., 1901
- Cirsium freyerianum W.D.J.Koch, 1843
- Cirsium funagataense Kadota, 2011
- Cirsium furiens Griseb. & Schenk, 1852
- Cirsium furusei Kitam., 1952
- Cirsium fuscotrichum Chang, 1936

## G
- Cirsium gaditanum Talavera & Valdés, 1976
- Cirsium gadukense Petr., 1973
- Cirsium gagnidzei Kharadze, 1963
- Cirsium ganjuense Kitam., 1937
- Cirsium gerhardtii Sch.Bip., 1849
- Cirsium giraudiasii Sennen & Pau, 1908
- Cirsium glaberrimum (Petr.) Petr., 1973
- Cirsium glabrifolium (C.Winkl.) O.Fedtsch. & B.Fedtsch., 1912
- Cirsium glabrum DC., 1815
- Cirsium grahamii A.Gray, 1853
- Cirsium grandirosuliferum Kadota, 1995
- Cirsium gratiosum Kitam., 1933
- Cirsium grayanum (Maxim.) Nakai, 1912
- Cirsium grecescui Rouy, 1890
- Cirsium greimleri Bure, 2018
- Cirsium griffithii Boiss., 1875
- Cirsium grossheimii Petr., 1926
- Cirsium gyojanum Kitam., 1936

## H
- Cirsium hachijoense Nakai, 1932

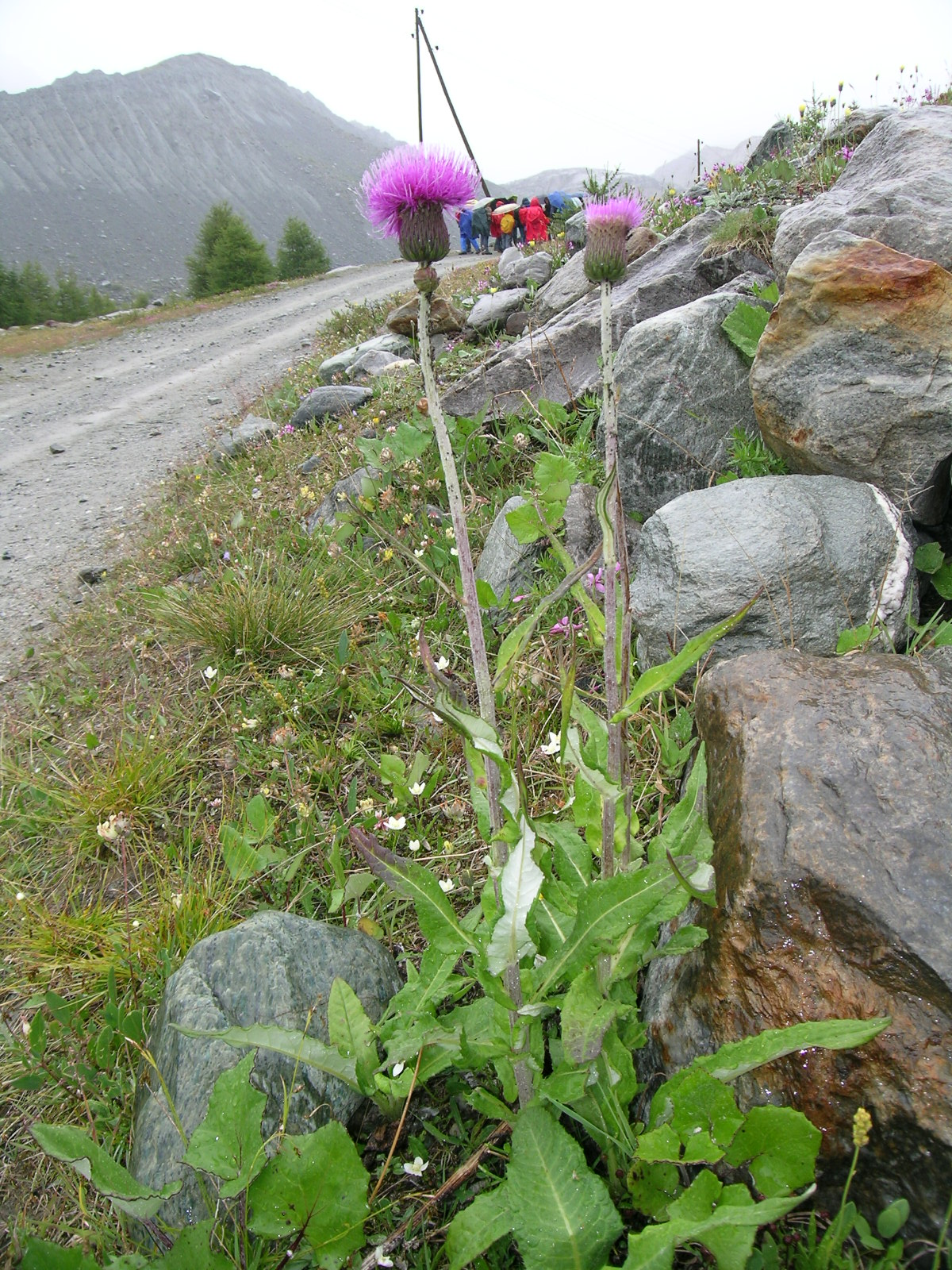
Cirsium helenioides

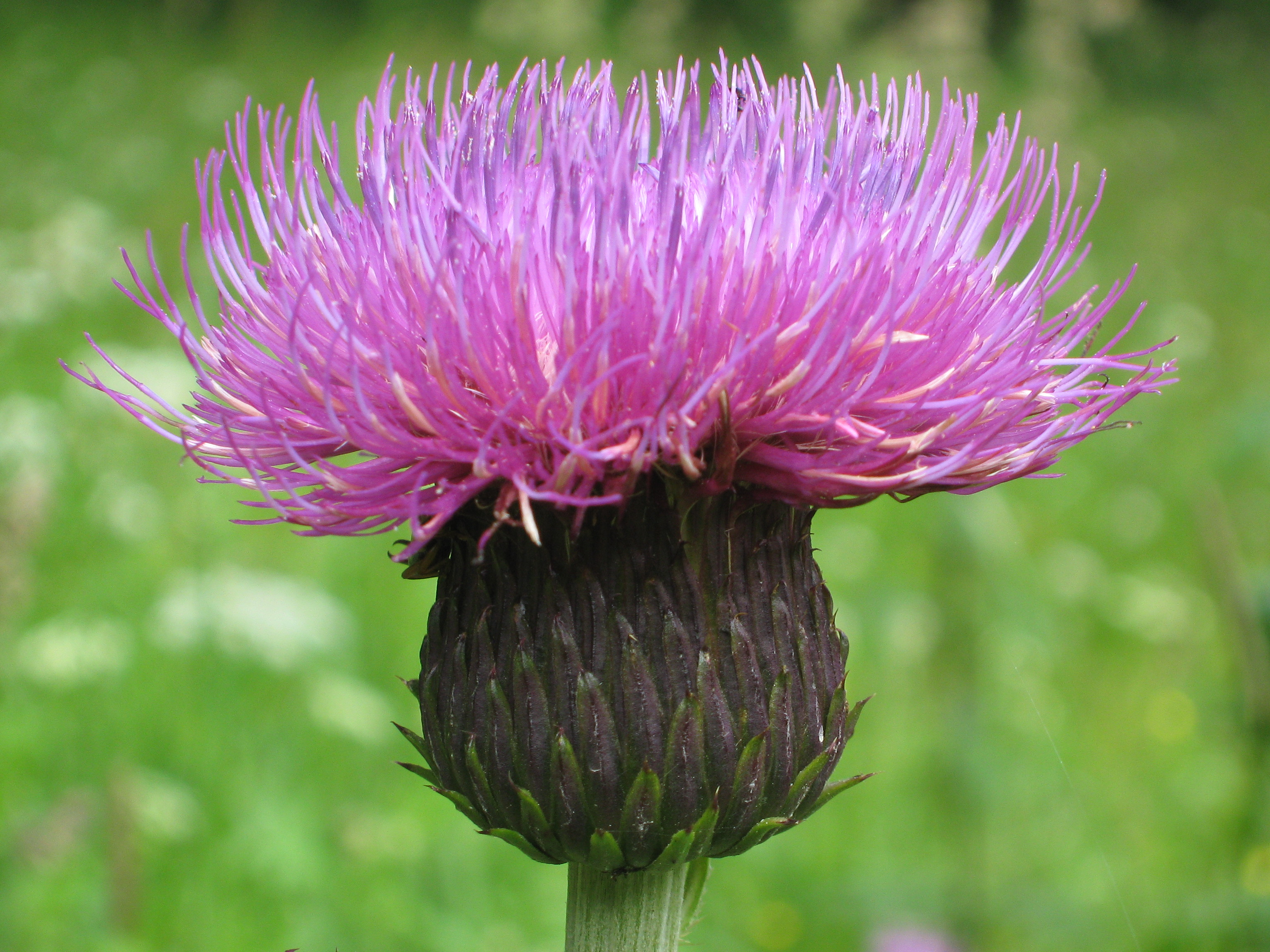
Cirsium heterophyllum

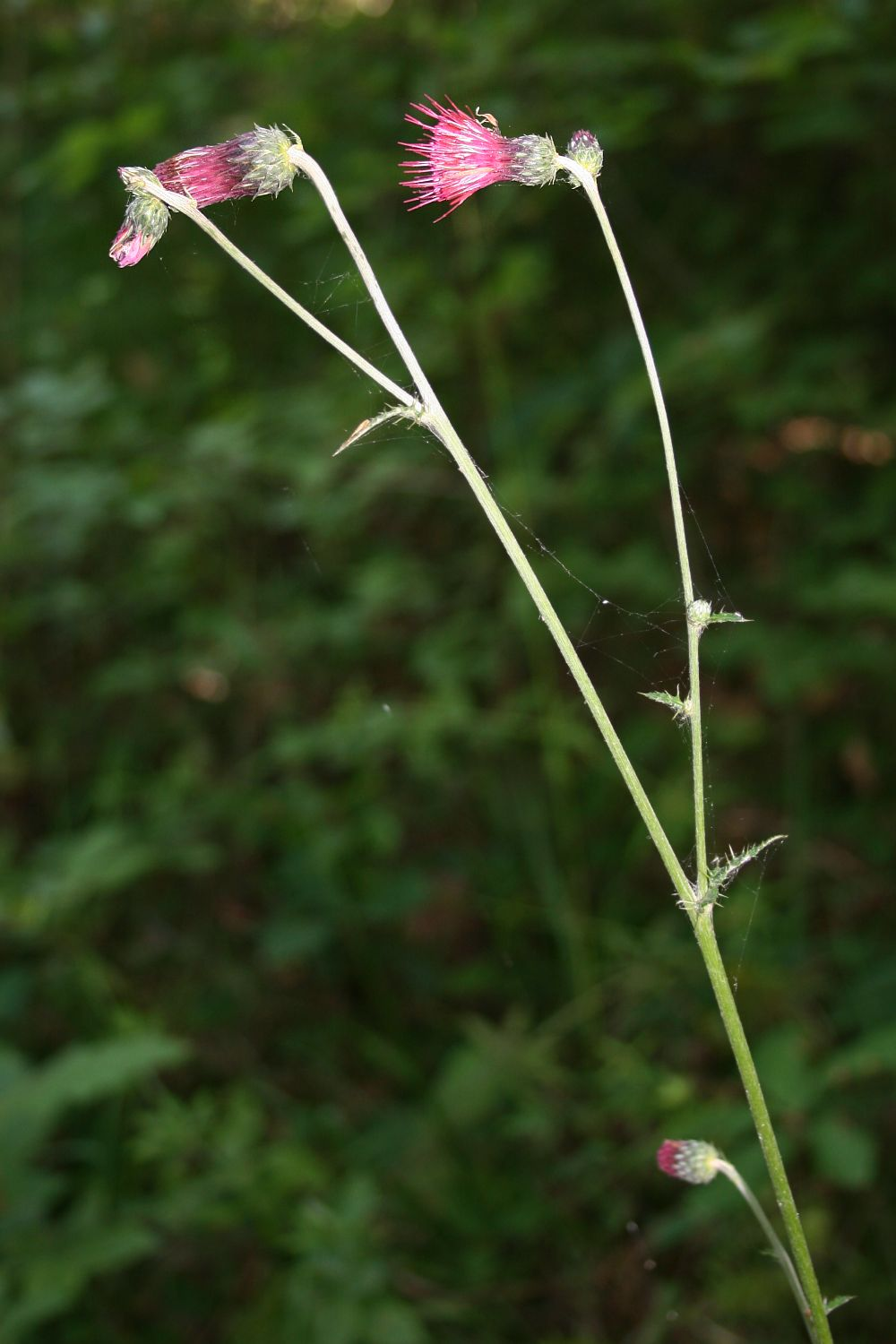
Cirsium hypoleucum

- Cirsium hachimantaiense Kadota, 2004
- Cirsium hagurosanense Kadota, 2014
- Cirsium hakkaricum P.H.Davis & Parris, 1975
- Cirsium handaniae Yildiz, Dirmenci & Arabaci, 2009
- Cirsium handelii Petr. ex Hand.-Mazz., 1926
- Cirsium happoense Kadota, 1995
- Cirsium hasunumae Kadota2011
- Cirsium haussknechtii Boiss., 1875
- Cirsium heiianum Koidz., 1919
- Cirsium heldreichii Halácsy, 1890
- Cirsium helenioides (L.) Hill, 1785
- Cirsium henryi (Franch.) Diels, 1901
- Cirsium heterophyllum (L.) Hill
- Cirsium heterotrichum Pancic, 1883
- Cirsium hidakamontanum Kadota, 1999
- Cirsium hida-paludosum Kadota & Nagase, 1988
- Cirsium homolepis Nakai, 1930
- Cirsium hookerianum Nutt., 1841
- Cirsium horiianum Kadota, 2005
- Cirsium horridulum Michx., 1803
- Cirsium x hybridum Koch ex DC., 1815
- Cirsium hydrophilum (Greene) Jeps., 1901
- Cirsium hygrophilum Boiss., 1849
- Cirsium hypoleucum DC., 1838
- Cirsium hypopsilum Boiss. & Heldr., 1845

## I
- Cirsium x iburiense Kitam., 1931
- Cirsium imbricatum (B.L.Rob. ex B.L.Rob. & Greenm.) Petr., 1910
- Cirsium imereticum Boiss., 1875
- Cirsium inamoenum (Greene) D.J.Keil, 2004
- Cirsium interpositum Petr., 1938
- Cirsium inundatum Makino
- Cirsium iranicum Petr., 1964
- Cirsium ishizuchiense (Kitam.) Kadota, 2000
- Cirsium isophyllum (Petr.) Grossh., 1934
- Cirsium × ispolatovii Iljin ex Tzvelev, 1991
- Cirsium italicum (Savi) DC., 1813
- Cirsium ito-kojianum Kadota, 2008

## J

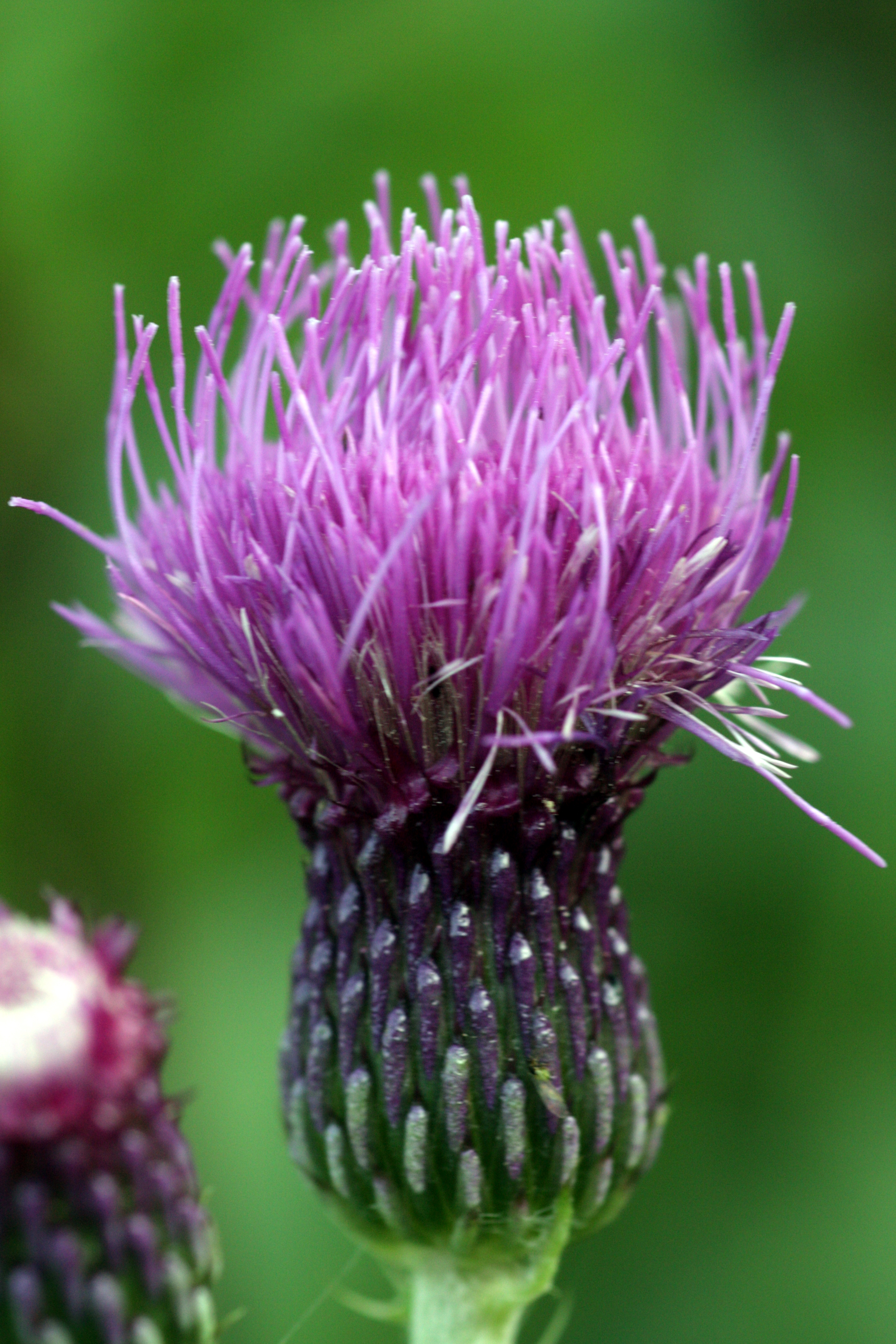
Cirsium japonicum

- Cirsium japonicum (Thunb.) Fisch. ex DC., 1838
- Cirsium joannae S.L.Welsh, N.D.Atwood & L.C.Higgins, 2003
- Cirsium jorullense (Kunth) Spreng., 1826

## K
- Cirsium kagamontanum Nakai, 1912
- Cirsium kamtschaticum Ledeb. ex DC., 1838
- Cirsium karduchorum  Petr., 1964
- Cirsium kasaianum  Kadota, 2011
- Cirsium katoanum  Kadota, 2007
- Cirsium × kelkitensis  Yildiz, Arabaci & Dirmenci
- Cirsium kenji-horieanum  Kadota, 2019
- Cirsium kirbense Pomel, 1875
- Cirsium kirishimense Kadota & Mas.Saito, 2008
- Cirsium kisoense (T.Yamaz. & K.Asano) Kadota, 2009
- Cirsium komarovii Schischk., 1939
- Cirsium kosmelii (Adams) Fisch. ex Hohen.
- Cirsium kozlovskyi Petr., 1914
- Cirsium kujuense Kadota, 2008

## L
- Cirsium lacaitae Petr., 1918
- Cirsium laniflorum (M.Bieb.) Fisch., 1819
- Cirsium lappoides (Less.) Sch.Bip.
- Cirsium latifolium Lowe, 1831
- Cirsium lecontei Torr. & A.Gray, 1846
- Cirsium leducei (Franch.) H.Lév.
- Cirsium leo Nakai & Kitag., 1934
- Cirsium leucocephalum (Willd.) Spreng., 1826
- Cirsium leuconeurum Boiss. & Heldr., 1875
- Cirsium leucopsis DC., 1838
- Cirsium libanoticum DC., 1838
- Cirsium lidjiangense Petr. & Hand.-Mazz., 1936
- Cirsium ligulare Boiss., 1875
- Cirsium lineare (Thunb.) Sch.Bip., 1846
- Cirsium linkianum M.Loehr, 1852
- Cirsium lobelii Ten., 1836
- Cirsium lojkae Somm & et Levier, 1895
- Cirsium lomatolepis (Hemsl.) Petr., 1910
- Cirsium longipedunculatum Kitam.
- Cirsium longistylum R.J.Moore & Frankton, 1963
- Cirsium lucens Kitam., 1931
- Cirsium luzoniense Merr., 1910

## M
- Cirsium maackii Maxim., 1859
- Cirsium macrobotrys (K.Koch) Boiss., 1875
- Cirsium macrocephalum C.A.Mey., 1831
- Cirsium magofukui Kitam., 1934
- Cirsium mairei Halácsy, 1916
- Cirsium maritimum Makino, 1910
- Cirsium maroccanum Petr., 1955
- Cirsium maruyamanum Kitam., 1937
- Cirsium masami-saitoanum Kadota, 2006
- Cirsium matsumurae Nakai, 1912
- Cirsium mexicanum DC., 1838
- Cirsium microspicatum Nakai, 1930
- Cirsium mohavense (Greene) Petr., 1911
- Cirsium monocephalum (Vaniot) H.Lév., 1913
- Cirsium monspessulanum (L.) Hill
- Cirsium morinifolium Boiss. & Heldr. ex Boiss. & Heldr., 1875
- Cirsium morisianum Rchb.f., 1853
- Cirsium muliense C.Shih, 1984
- Cirsium muticum Michx., 1803
- Cirsium myokoense Kadota, 2009

## N
- Cirsium nagatoense  Kadota
- Cirsium nagisoense  Kadota
- Cirsium nambuense Nakai, 1912
- Cirsium nasuense  Kadota
- Cirsium neomexicanum A.Gray, 1853

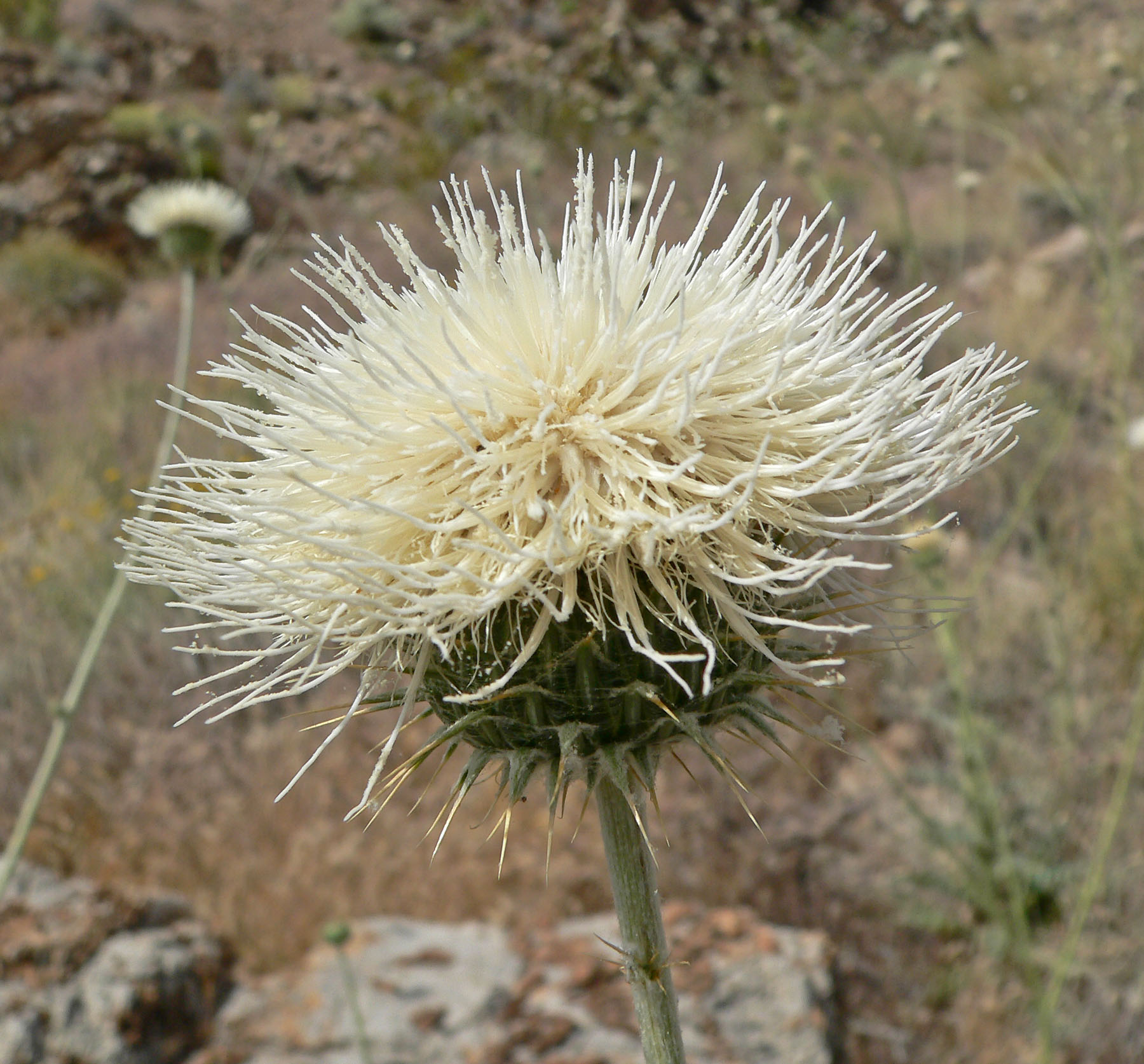
Cirsium neomexicanum

- Cirsium nerimaniae  Yildiz, Dirmenci & Arabaci
- Cirsium nigriceps Standl. & Steyerm., 1947
- Cirsium nippoense Kadota, 2004
- Cirsium nipponicum (Maxim.) Makino
- Cirsium nishiokae Kitam., 1968
- Cirsium nivale (Kunth) Sch.Bip., 1856
- Cirsium norikurense Nakai, 1912
- Cirsium nuttallii DC.

## O
- Cirsium oblongifolium K.Koch, 1843

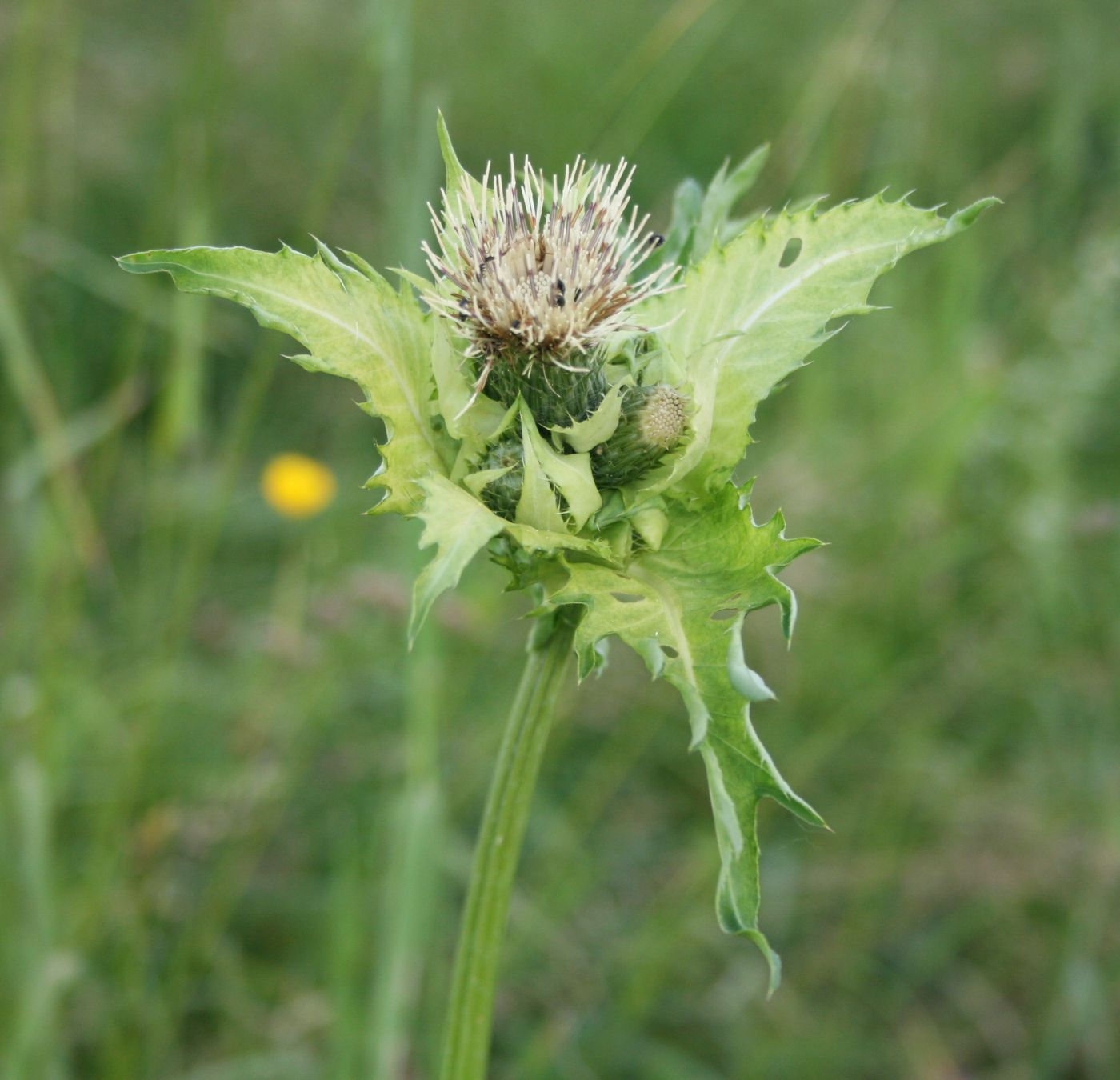
Cirsium oleraceum

- Cirsium obvallatum (M.Bieb.) M.Bieb., 1819
- Cirsium occidentalinipponense Kadota, 1997
- Cirsium ochrocentrum A.Gray, 1849
- Cirsium odontolepis Boiss. ex DC., 1838
- Cirsium ohminense  Kadota
- Cirsium oleraceum (L.) Scop., 1772
- Cirsium oligophyllum (Franch. & Sav.) Matsum., 1895
- Cirsium opacum  (Kitam.) Kadota
- Cirsium orizabense Sch.Bip. ex Klatt, 1888
- Cirsium osseticum (Adams) Petr., 1912
- Cirsium otayae Kitam.
- Cirsium ownbeyi S.L.Welsh, 1982

## P

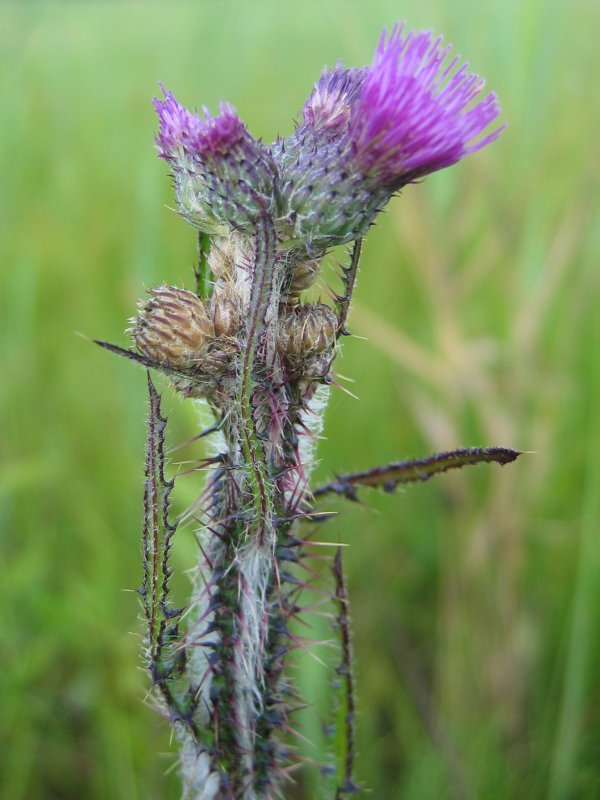
Cirsium palustre

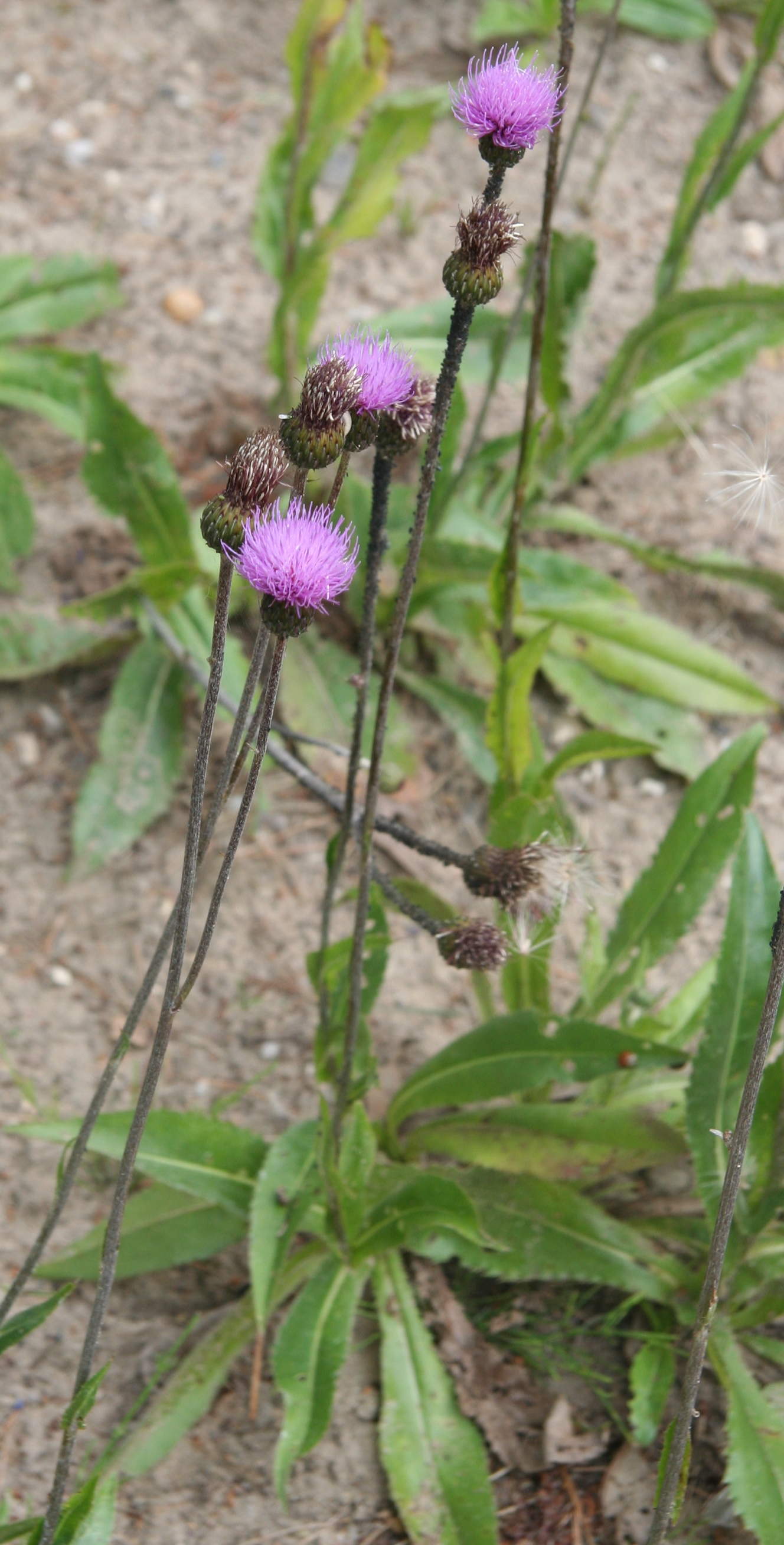
Cirsium pannonicum

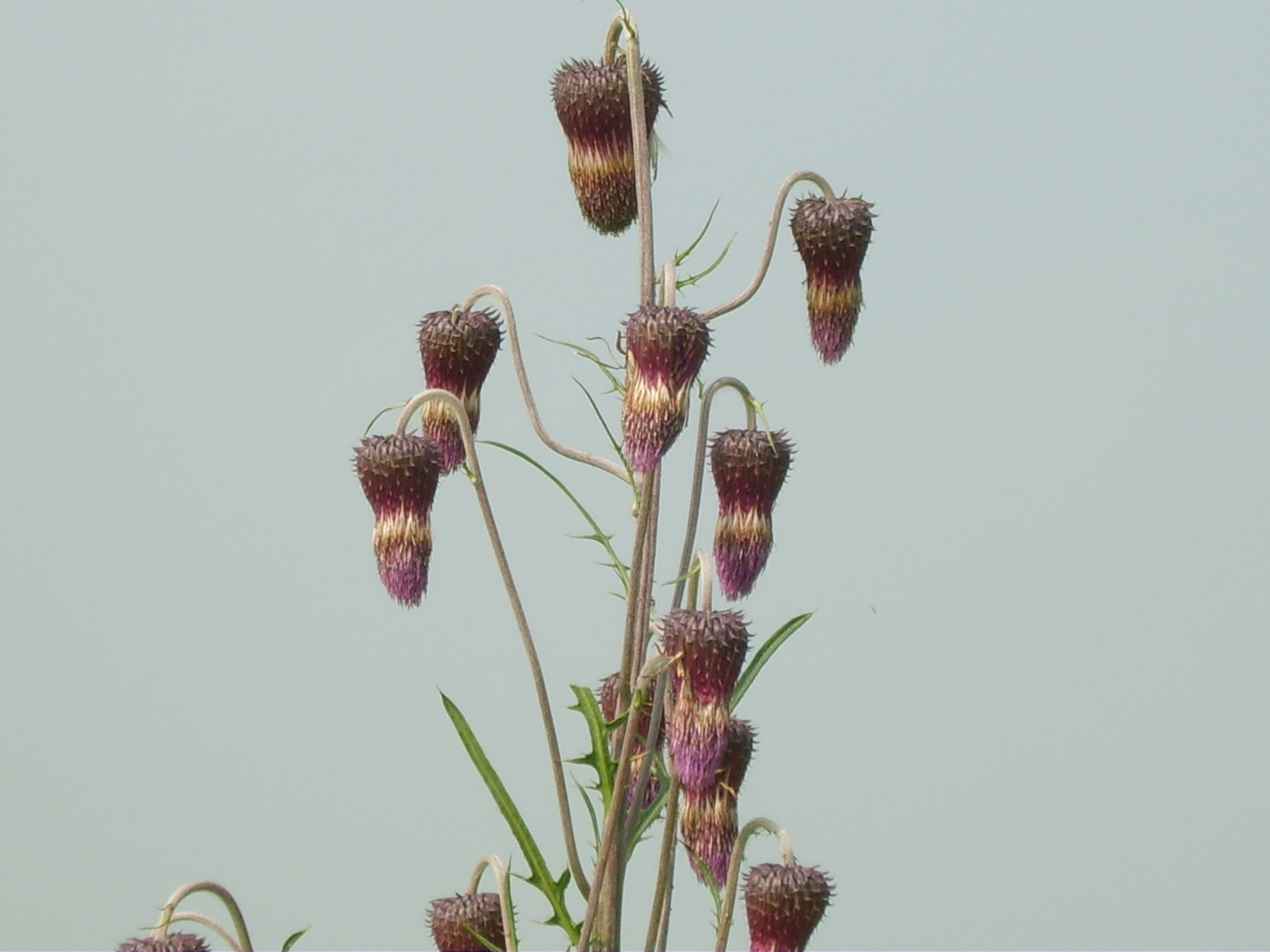
Cirsium pendulum

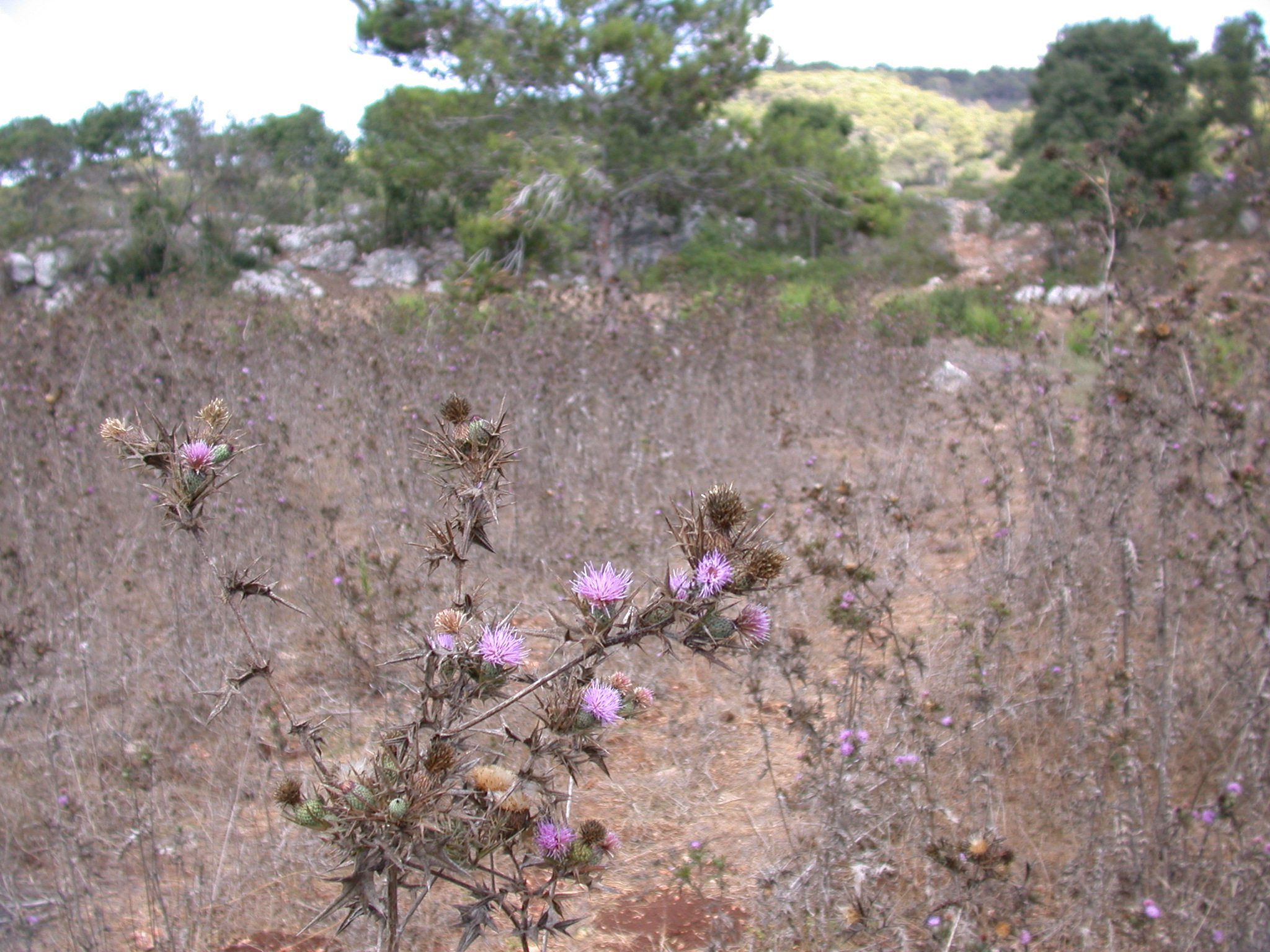
Cirsium phyllocephalum

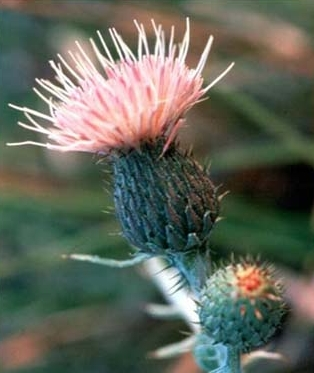
Cirsium pitcheri

- Cirsium palustre (L.) Coss. ex Scop., 1772
- Cirsium pannonicum (L.f.) Link, 1822
- Cirsium parryi (A.Gray) Petr., 1911
- Cirsium pascuarensec (Kunth) Spreng.
- Cirsium patens Kitam., 1931
- Cirsium pectinellum A.Gray, 1858
- Cirsium pendulum Fisch. ex DC., 1838
- Cirsium periacanthaceum C.Shih, 1984
- Cirsium perplexans (Rydb.) Petr., 1917
- Cirsium perplexissimum Kitam., 1931
- Cirsium peshmenianum  Yildiz, Arabaci & Dirmenci
- Cirsium × petrakii  Kozl. & Woronow ex Grossh.
- Cirsium phulchokiense Kitam., 1974
- Cirsium phyllocephalum Boiss. & Blanche, 1856
- Cirsium pilosum Kitam., 1931
- Cirsium pinetorum Greenm., 1905
- Cirsium pitcheri (Torr. ex Eaton) Torr. & A.Gray, 1843
- Cirsium poluninii P.H.Davis & Parris, 1975
- Cirsium praeteriens J.F.Macbr., 1918
- Cirsium prativagum Petr., 1911
- Cirsium pringlei (S.Watson) Petr., 1910
- Cirsium pseudobracteosum P.H.Davis & Parris, 1975
- Cirsium pseudocreticum  (P.H.Davis & Parris) Yildiz, Dirmenci & Arabaci
- Cirsium pseudopersonata Boiss. & Balansa ex Boiss., 1875
- Cirsium pseudosuffultum  Kadota
- Cirsium × pskemense  Lazkov
- Cirsium pubigerum (Desf.) DC., 1838
- Cirsium pugnax Sommier & Levier, 1895
- Cirsium pulcherrimum (Rydb.) K.Schum., 1903
- Cirsium pumilum (Nutt.) Spreng., 1826
- Cirsium purpuratum (Maxim.) Matsum., 1895
- Cirsium × purpureum  All.
- Cirsium pyramidale Bornm., 1910
- Cirsium pyrenaicum (Jacq.) All., 1785

## Q
- Cirsium quercetorum (A.Gray) Jeps., 1901

## R

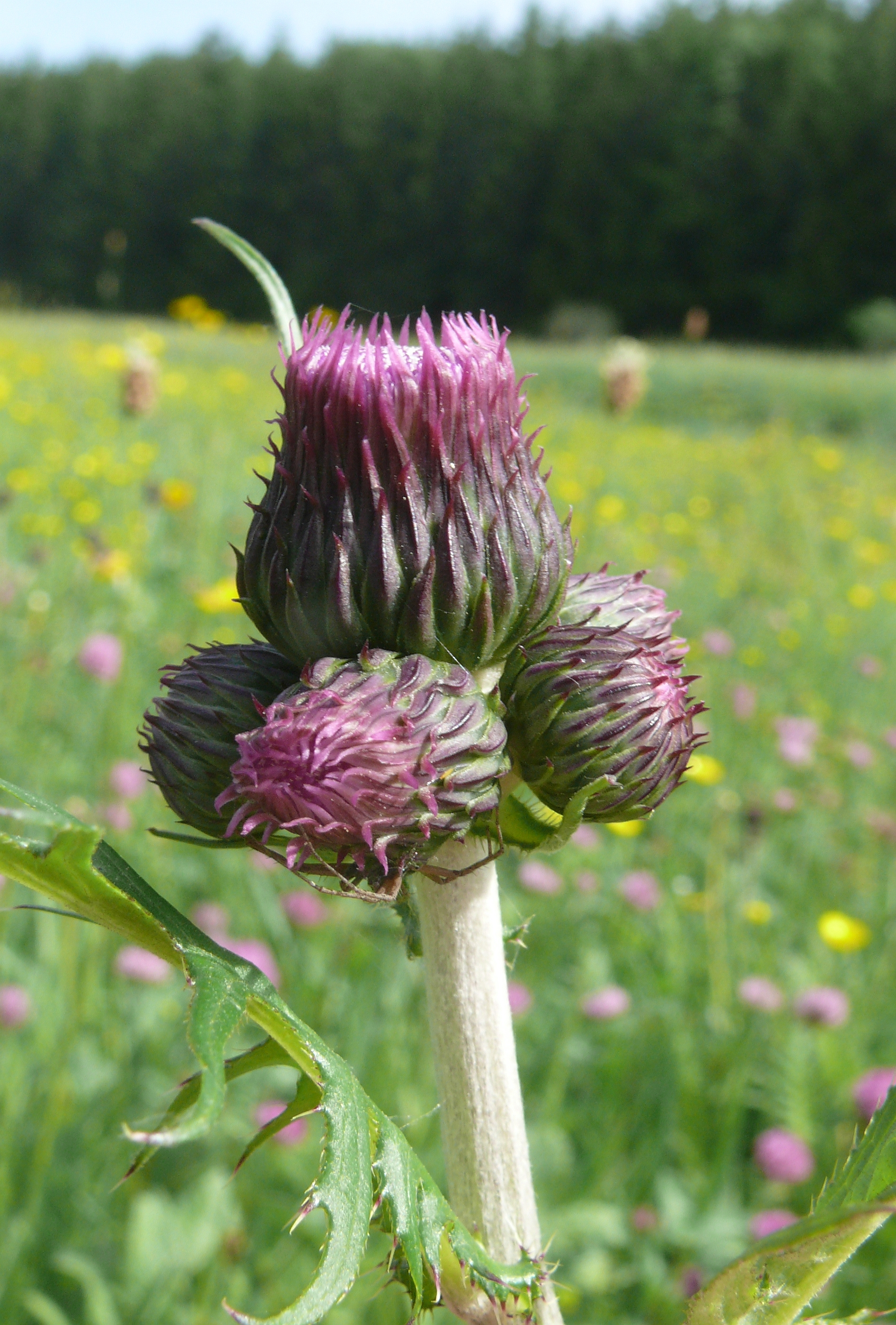
Cirsium rivulare

- Cirsium racemiforme Ling & C.Shih, 1984
- Cirsium radians Benth.
- Cirsium rassulovii B.A.Sharipova, 1989
- Cirsium reglense Sch.Bip. ex Klatt, 1888
- Cirsium reichardtii Jurotzka, 1859
- Cirsium × reichenbachianum  M.Loehr
- Cirsium remotifolium (Hook.) DC., 1838
- Cirsium repandum Michx., 1803
- Cirsium rhabdotolepis  Petr.
- Cirsium rhaphilepis (Hemsl.) Petr., 1910
- Cirsium rhinoceros (H.Lév. & Vaniot) Nakai, 1912
- Cirsium rhizocephalum C.A.Mey., 1831
- Cirsium rhothophilum S.F.Blake, 1931
- Cirsium richterianum Gillot, 1880
- Cirsium rigens (Aiton) Wallr., 1822
- Cirsium rigidum DC., 1838
- Cirsium rivulare (Jacq.) All., 1789
- Cirsium roseolum Gorl., 1989
- Cirsium rosulatum Talavera & Valdés, 1976
- Cirsium rydbergii Petr., 1917

## S
- Cirsium × sabaudum M.Loehr

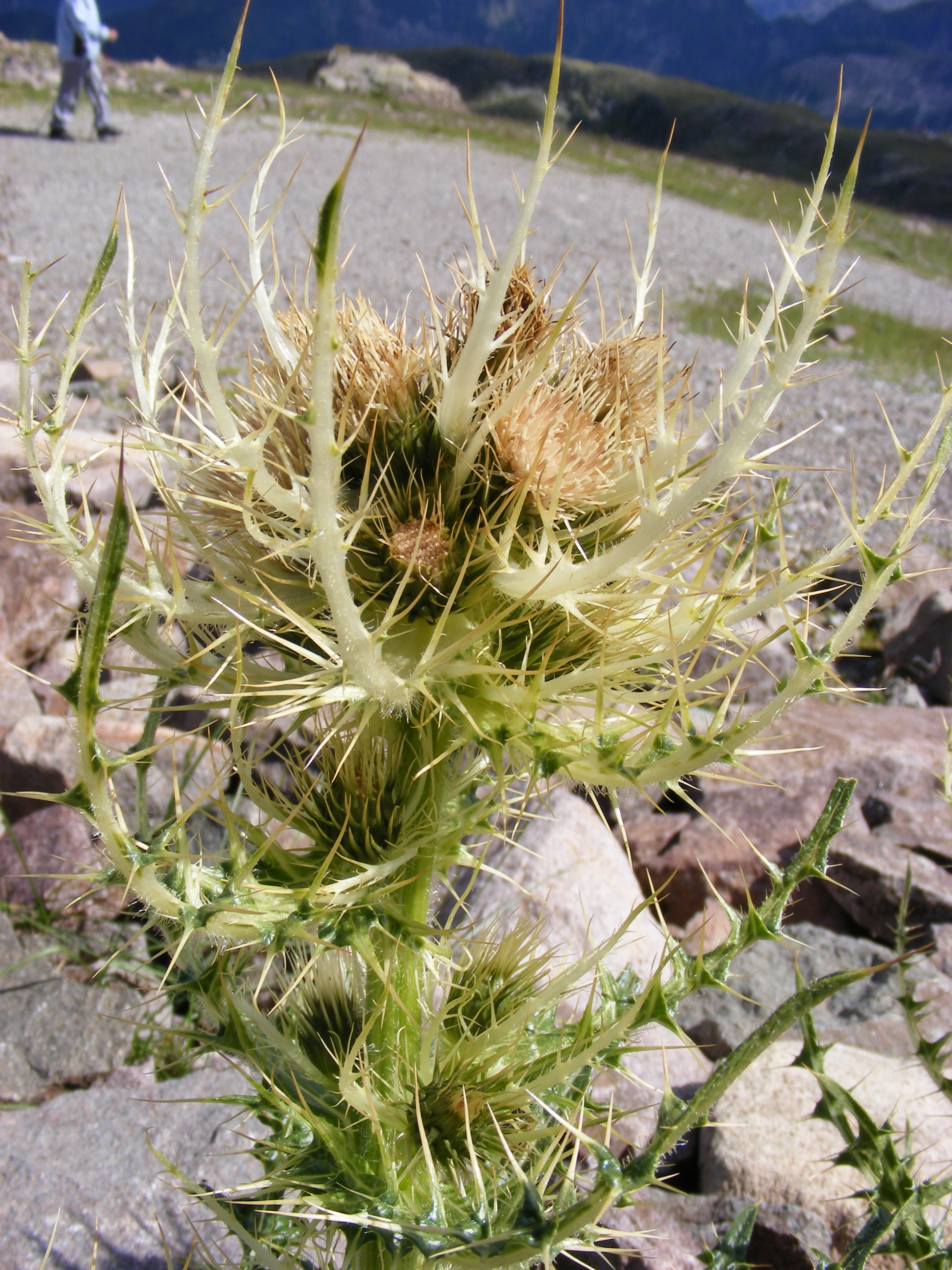
Cirsium spinosissimum

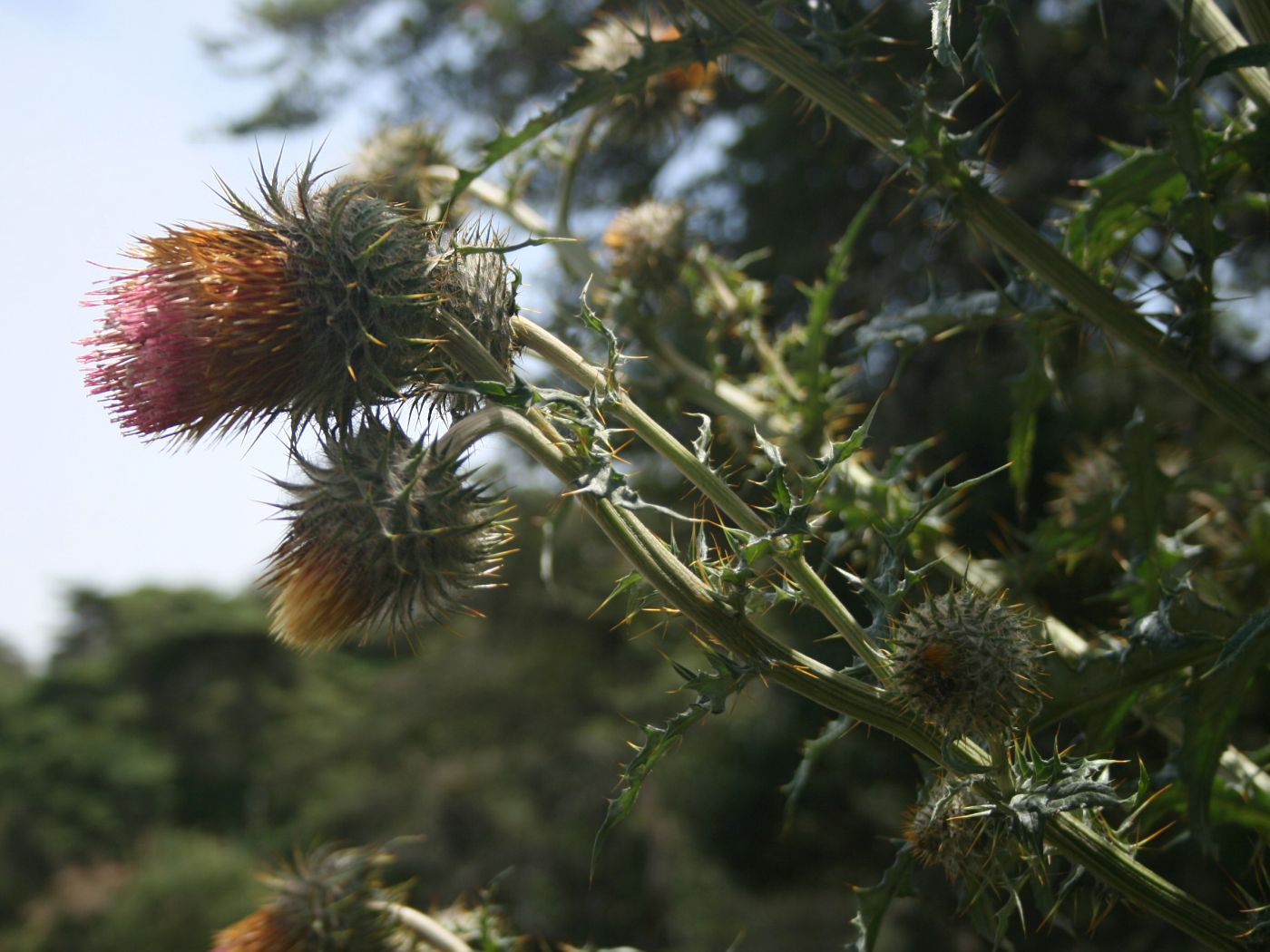
Cirsium subcoriaceum

- Cirsium sairamense (C.Winkl.) O.Fedtsch. & B.Fedtsch., 1912
- Cirsium scabrum (Poir.) Bonnet & Barratte
- Cirsium scariosum (Poir.) Nutt., 1841
- Cirsium schantarense  Trautv. & C.A.Mey.
- Cirsium schelkownikowii  Petr.
- Cirsium schimperi  (Vatke) C.Jeffrey ex Cufod., 1967
- Cirsium semenowi  Regel
- Cirsium semzinanicum  Firat
- Cirsium senjoense Kitam., 1936
- Cirsium × sennenii  Rouy
- Cirsium serratuloides (L.) Hill
- Cirsium serrulatum (M.Bieb.) Fisch., 1820
- Cirsium setidens (Dunn) Nakai, 1920
- Cirsium shansiense Petr., 1943
- Cirsium shidokimontanum Kadota, 2002
- Cirsium shihianum  Greuter
- Cirsium shimae  Kadota
- Cirsium shinanense Shimizu, 1971
- Cirsium sidi-guinii  Pau & Font Quer
- Cirsium sieboldii Miq.
- Cirsium × siegertii  Sch.Bip. ex Reichardt
- Cirsium sieversii (Fisch. & C.A.Mey.) Petr.
- Cirsium silesiacum Sch.Bip. ex Nyman, 1879
- Cirsium simplex C.A.Mey., 1831
- Cirsium sintenisii Freyn, 1895
- Cirsium sipyleum O.Schwarz, 1934
- Cirsium sivasicum  Yildiz, Arabaci & Dirmenci
- Cirsium skutchii S.F.Blake, 1937
- Cirsium sommieri Petr., 1911
- Cirsium sorocephalum Fisch. & C.A.Mey.
- Cirsium sosnowskyi Kharadze, 1952
- Cirsium souliei (Franch.) Mattf. ex Rehder & Kobuski, 1933
- Cirsium spathulatum (Moretti) Gaudin
- Cirsium spectabile DC., 1838
- Cirsium spicatum (Maxim.) Matsum., 1895
- Cirsium spinosissimum (L.) Scop., 1772
- Cirsium spinosum Kitam., 1931
- Cirsium spinuliferum  (Kitam.) Kadota
- Cirsium steirolepis Petr., 1910
- Cirsium stojanovii  Kuzmanov
- Cirsium straminispinum C.Jeffrey ex Cufod., 1967
- Cirsium strigosum  (M.Bieb.) Fisch., 1820
- Cirsium subalpinum Schleich. ex Rchb., 1853
- Cirsium subcoriaceum (Less.) Sch.Bip. ex Sch.Bip., 1856
- Cirsium subinerme  Fisch. & C.A.Mey.
- Cirsium subulariforme  C.Shih
- Cirsium subuliforme G.B.Ownbey, 1984
- Cirsium succinctum Ledeb., 1846
- Cirsium × sudae  E.Michálk. & Bure
- Cirsium suffultum (Maxim.) Matsum., 1910
- Cirsium sugimotoi Kitam., 1937
- Cirsium × suspiciosum  Beck
- Cirsium suzukaense Kitam., 1931
- Cirsium suzukii Kitam., 1932
- Cirsium svaneticum Sommier & Levier, 1895
- Cirsium swaticum Petr., 1973
- Cirsium sychnosanthum Petr., 1914

## T
- Cirsium takahashii  Kadota
- Cirsium taliense  (Jeffrey) H.Lév.
- Cirsium tamastoloniferum  Kadota

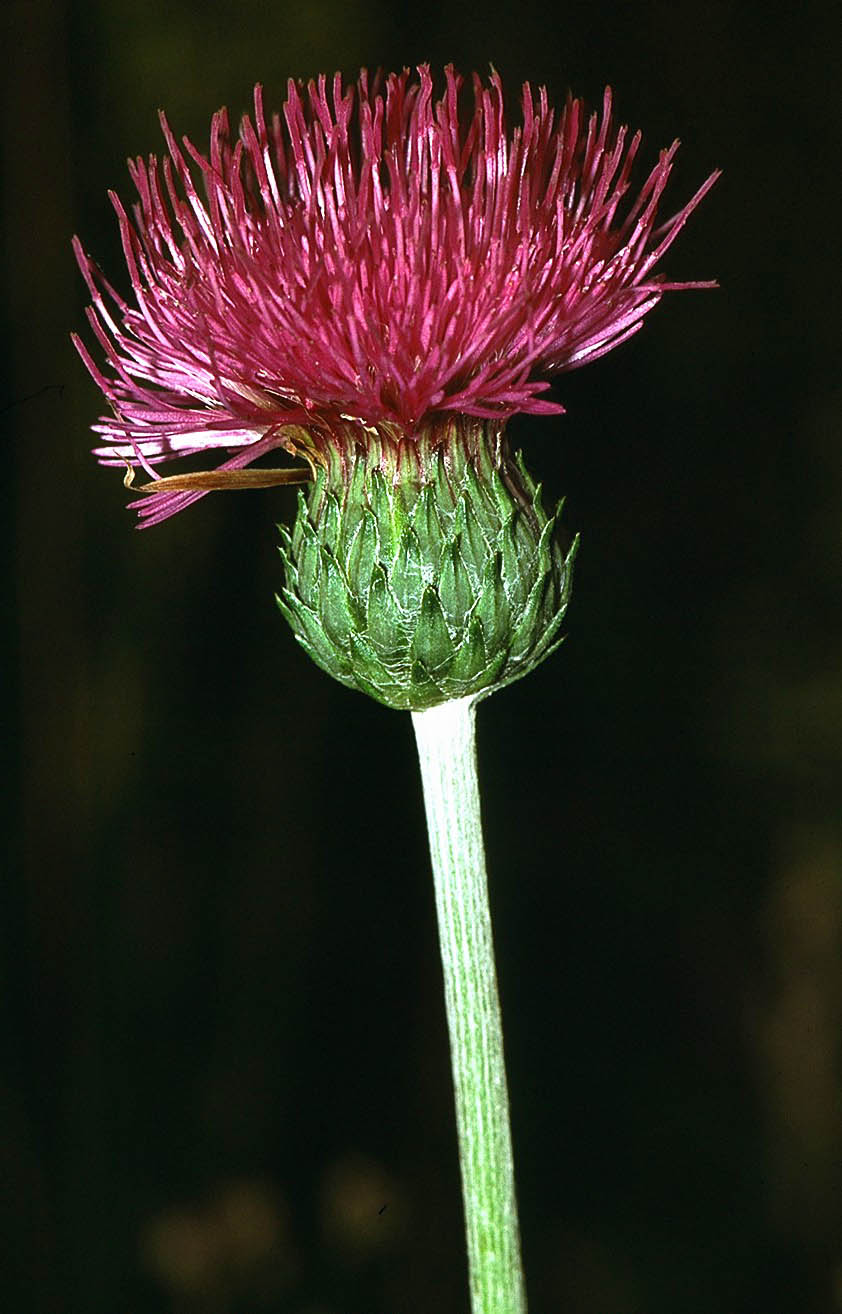
Cirsium tuberosum

- Cirsium tanegashimense Kitam. ex Kadota, 2004
- Cirsium tashiroi Kitam., 1995
- Cirsium tatakaense  Y.H.Tseng, Y.H.Tseng, Chih Y.Chang & C.Y.Chang
- Cirsium tataricum DC., 1805
- Cirsium tenoreanum Petr.
- Cirsium tenue Kitam., 1931
- Cirsium tenuipedunculatum Kadota, 1993
- Cirsium tenuisquamatum Kitam., 1932
- Cirsium teshioense  Kadota
- Cirsium texanum Buckley, 1862
- Cirsium tianmushanicum C.Shih, 1984
- Cirsium togaense  Kadota
- Cirsium tolucanum (B.L.Rob. & Seaton) Petr., 1910
- Cirsium toyoshimae Koidz., 1919
- Cirsium trachylepis Boiss., 1875
- Cirsium trachylomum S.F.Blake, 1935
- Cirsium tracyi (Rydb.) Petr., 1917
- Cirsium trifurcum Petr., 1914
- Cirsium tuberosum (L.) All., 1785
- Cirsium turkestanicum (Regel) Petr., 1910
- Cirsium turneri Warnock, 1960
- Cirsium tymphaeum Hausskn., 1895

## U
- Cirsium uetsuense Kitam., 1983
- Cirsium ugoense Nakai, 1932
- Cirsium ukranicum Besser ex DC., 1837
- Cirsium uliginosum (M.Bieb.) Fisch., 1820
- Cirsium umezawanum Kadota, 1998
- Cirsium undulatum (Nutt.) Spreng., 1826
- Cirsium unzenense  Kadota & Mas.Saito
- Cirsium uzenense  Kadota

## V
- Cirsium valentinum Porta, 1892

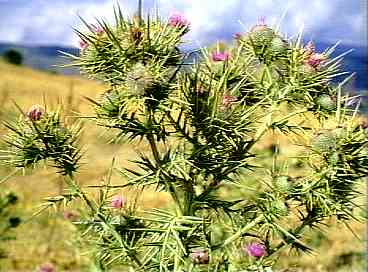
Cirsium vallis-demonii

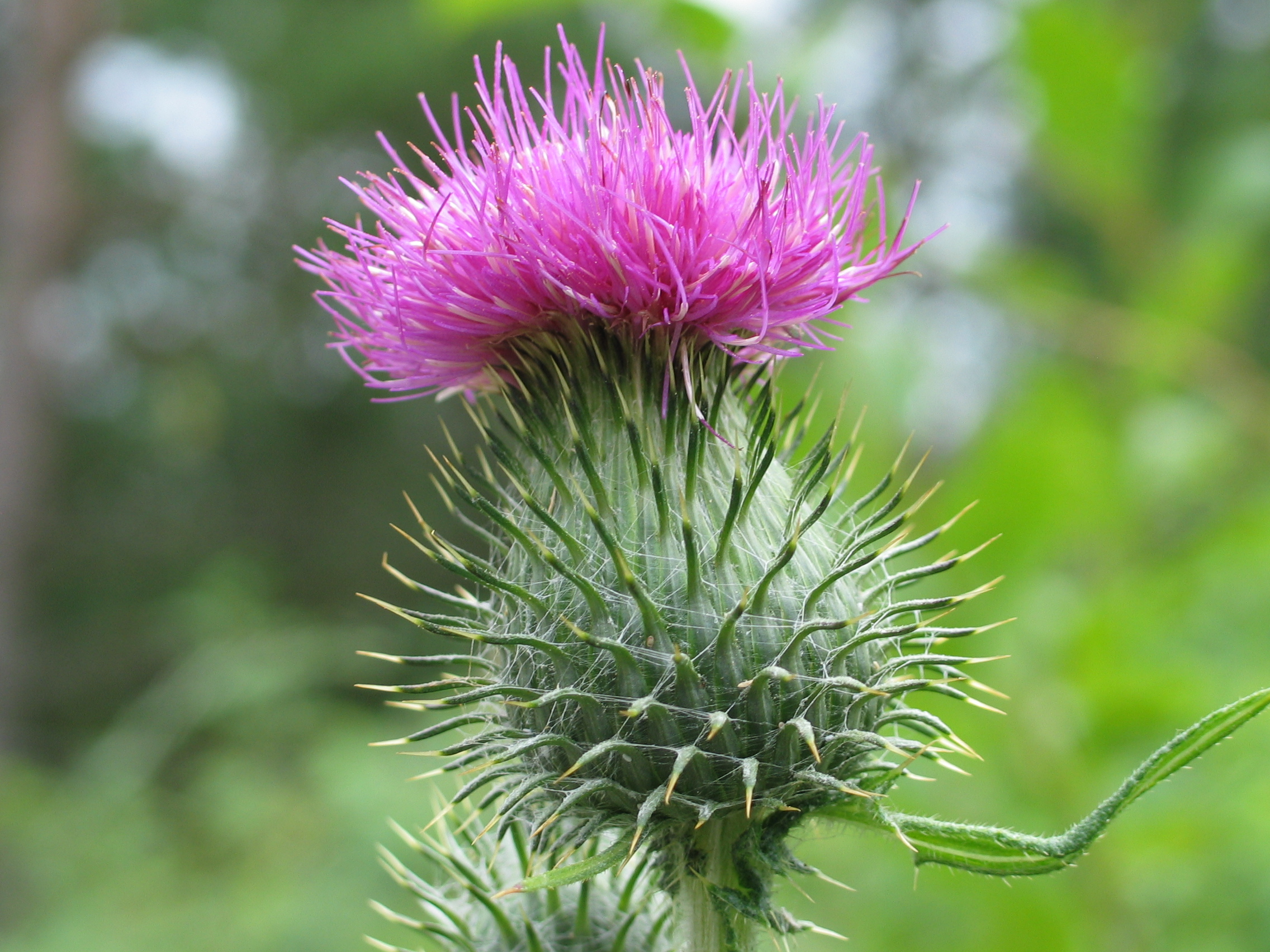
Cirsium vulgare

- Cirsium vallis-demonii Lojac., 1884
- Cirsium velatum (S.Watson) Petr., 1910
- Cirsium vernonioides C.Shih, 1964
- Cirsium verutum (D.Don) Spreng., 1826
- Cirsium vinaceum (Wooton & Standl.) Wooton & Standl., 1915
- Cirsium virginianum (L.) Michx., 1803
- Cirsium viridifolium (Hand.-Mazz.) C.Shih, 1984
- Cirsium × vivantii L.Villar, Segarra, J.López, Pérez-Coll. & Catalán
- Cirsium vlassovianum Fisch. ex DC., 1838
- Cirsium vulgare (Savi) Ten., 1836

## W
- Cirsium wakasugianum Kadota, 1995
- Cirsium waldsteinii Rouy, 1905
- Cirsium wallichii DC., 1837
- Cirsium wankelii Reichardt, 1861
- Cirsium welwitschii Coss.
- Cirsium wettsteinii  Petr.

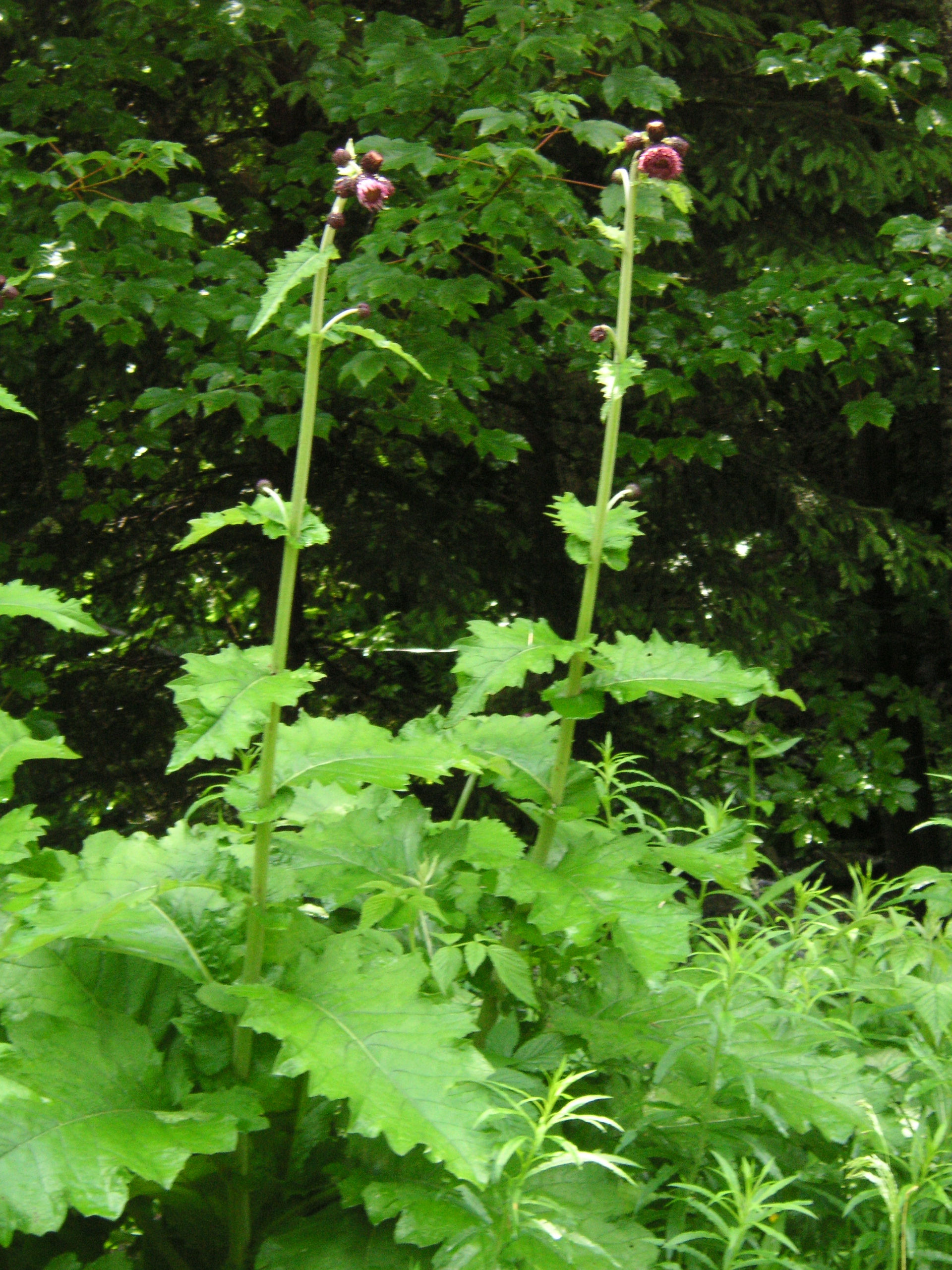
Cirsium waldsteinii

- Cirsium wheeleri (A.Gray) Petr., 1911
- Cirsium × wiedermannii  Khek
- Cirsium × winklerianum  Celak.
- Cirsium woodwardii H.C.Watson ex Nyman, 1879
- Cirsium woronowii Petr., 1911
- Cirsium wrightii A.Gray, 1853

## X
- Cirsium xenogena Petr., 1938

## Y
- Cirsium yakusimense Masam., 1930
- Cirsium yamauchii  Kadota
- Cirsium yatsu-alpicola Kadota & Y.Amano, 1991
- Cirsium yezoalpinum  H.Koidz. ex Kadota & S.Umezawa
- Cirsium yezoense (Maxim.) Makino
- Cirsium yildizianum  Arabaci & Dirmenci
- Cirsium yoshidae  Kadota
- Cirsium yuki-uenoanum  Kadota
- Cirsium yuzawae  Kadota

## Z
- Cirsium zamoranense Rzed., 1994
- Cirsium zarkosii  Kit Tan, Vold & V.Christodoulou